# Liste des églises de la Marne
La liste des églises de la Marne vise à situer les églises du département français de la Marne. Il est fait état des diverses protections dont elles peuvent bénéficier, et notamment les inscriptions et classements au titre des monuments historiques.
En ce qui concerne le culte catholique, les églises sont situées dans le diocèse de Châlons-en-Champagne, diminué de l'arrondissement de Reims.

## Statistiques

### Nombres
Le département de la Marne comprend 611 communes au 1er janvier 2023.
Depuis 2022, le diocèse de Châlons-en-Champagne compte 34 paroisses.

## Liste des églises catholiques classées par commune par ordre alphabétique
Le classement ci-après se fait par commune selon l'ordre alphabétique.
Il est fait état des diverses protections dont elles peuvent bénéficier, et notamment les inscriptions et classements au titre des monuments historiques.
| Église                                                                        | Commune                                       | Adresse | Coordonnées                      | Notice         | Protection                                                                 | Date        | Illustration                                                           |
| ----------------------------------------------------------------------------- | --------------------------------------------- | ------- | -------------------------------- | -------------- | -------------------------------------------------------------------------- | ----------- | ---------------------------------------------------------------------- |
| Église Saint-Martin d'Ablancourt                                              | Ablancourt                                    |         | 48° 48′ 55″ nord, 4° 31′ 18″ est |                |                                                                            |             | Image manquante Téléverser                                             |
| Église Saint-Martin d'Aigny                                                   | Aigny                                         |         | 48° 02′ 07″ nord, 4° 12′ 23″ est |                |                                                                            |             | Église Saint-Martin d'Aigny                                            |
| Église Saint-Denis d'Allemanche                                               | Allemanche-Launay-et-Soyer                    |         | 48° 36′ 15″ nord, 3° 47′ 14″ est |                |                                                                            |             | Église Saint-Denis d'Allemanche                                        |
| Église Saint-Lambert de Launay                                                | Allemanche-Launay-et-Soyer                    |         | 48° 36′ 06″ nord, 3° 49′ 27″ est |                |                                                                            |             | Image manquante Téléverser                                             |
| Église Saint-Rémi d'Allemant                                                  | Allemant                                      |         | 48° 45′ 38″ nord, 3° 47′ 58″ est | « PA00078563 » | Classé MH                                                                  | 1932        | Église Saint-Rémi d'Allemant                                           |
| Église Saint-Remi d'Alliancelles                                              | Alliancelles                                  |         | 48° 48′ 34″ nord, 4° 53′ 01″ est |                |                                                                            |             | Église Saint-Remi d'Alliancelles                                       |
| Église Saint-Réol d'Ambonnay                                                  | Ambonnay                                      |         | 49° 04′ 34″ nord, 4° 10′ 29″ est | « PA00078565 » | Classé MH                                                                  | 1922        | Église Saint-Réol d'Ambonnay                                           |
| Église de l'Assomption d'Ambrières                                            | Ambrières                                     |         | 48° 38′ 00″ nord, 4° 50′ 20″ est | « PA00078567 » | Classé MH                                                                  | 1918        | Église de l'Assomption d'Ambrières                                     |
| Église Saint-Antoine d'Anglure                                                | Anglure                                       |         | 48° 35′ 05″ nord, 3° 48′ 50″ est | « PA00078568 » | Classé MH Boiseries du chœur ; Inscrit MH Église (sauf boiseries du chœur) | 1946 ; 1946 | Église Saint-Antoine d'Anglure                                         |
| Église Saint-Blaise d'Angluzelles                                             | Angluzelles-et-Courcelles                     |         | 48° 39′ 29″ nord, 3° 52′ 45″ est |                |                                                                            |             | Église Saint-Blaise d'Angluzelles                                      |
| Église Saint-Marcoult de Courcelles                                           | Angluzelles-et-Courcelles                     |         | 48° 39′ 59″ nord, 3° 54′ 59″ est |                |                                                                            |             | Image manquante Téléverser                                             |
| Église Saint-Symphorien d'Anthenay                                            | Anthenay                                      |         | 49° 08′ 31″ nord, 3° 44′ 06″ est | « PA00078569 » | Classé MH                                                                  | 1920        | Église Saint-Symphorien d'Anthenay                                     |
| Église Saint-Rémy d'Aougny                                                    | Aougny                                        |         | 49° 10′ 55″ nord, 3° 43′ 32″ est | « PA00078570 » | Classé MH                                                                  | 1922        | Église Saint-Rémy d'Aougny                                             |
| Église Notre-Dame d'Arcis-le-Ponsart                                          | Arcis-le-Ponsart                              |         | 49° 14′ 12″ nord, 3° 41′ 32″ est | « PA00078572 » | Classé MH                                                                  | 1919        | Église Notre-Dame d'Arcis-le-Ponsart                                   |
| Abbatiale Notre-Dame d'Igny                                                   | Arcis-le-Ponsart                              |         | 49° 12′ 38″ nord, 3° 41′ 08″ est |                |                                                                            |             | Abbatiale Notre-Dame d'Igny                                            |
| Église Saint-Pierre d'Argers                                                  | Argers                                        |         | 49° 04′ 06″ nord, 4° 51′ 19″ est |                |                                                                            |             | Église Saint-Pierre d'Argers                                           |
| Église Saint-Maurice d'Arrigny                                                | Arrigny                                       |         | 48° 37′ 19″ nord, 4° 42′ 31″ est |                |                                                                            |             | Église Saint-Maurice d'Arrigny                                         |
| Église Saint-Antoine d'Arzillières-Neuville                                   | Arzillières-Neuville                          |         | 48° 38′ 39″ nord, 4° 35′ 18″ est | « PA00078573 » | Classé MH                                                                  | 1911        | Église Saint-Antoine d'Arzillières-Neuville                            |
| Église Saint-Martin de Neuville-sous-Arzillières                              | Arzillières-Neuville                          |         | 48° 39′ 10″ nord, 4° 37′ 04″ est |                |                                                                            |             | Image manquante Téléverser                                             |
| Église Saint-Rémi d'Athis                                                     | Athis                                         |         | 49° 01′ 03″ nord, 4° 07′ 40″ est |                |                                                                            |             | Église Saint-Rémi d'Athis                                              |
| Église Saint-Rémi d'Aubilly                                                   | Aubilly                                       |         | 49° 12′ 48″ nord, 3° 51′ 29″ est |                |                                                                            |             | Église Saint-Rémi d'Aubilly                                            |
| Église Saint-Pierre d'Aubérive                                                | Aubérive                                      |         | 49° 12′ 12″ nord, 4° 25′ 01″ est |                |                                                                            |             | Église Saint-Pierre d'Aubérive                                         |
| Église Saint-Martin d'Aulnay-l'Aître                                          | Aulnay-l'Aître                                |         | 48° 49′ 23″ nord, 4° 33′ 33″ est |                |                                                                            |             | Église Saint-Martin d'Aulnay-l'Aître                                   |
| Église Sainte-Apolline d'Aulnay-sur-Marne                                     | Aulnay-sur-Marne                              |         | 49° 00′ 25″ nord, 4° 12′ 20″ est |                |                                                                            |             | Église Sainte-Apolline d'Aulnay-sur-Marne                              |
| Église Sainte-Félicité de Pontgivart                                          | Auménancourt                                  |         | 49° 23′ 04″ nord, 4° 02′ 28″ est |                |                                                                            |             | Église Sainte-Félicité de Pontgivart                                   |
| Église Saint-Firmin d'Auménancourt-le-Grand                                   | Auménancourt                                  |         | 49° 23′ 01″ nord, 4° 04′ 03″ est |                |                                                                            |             | Église Saint-Firmin d'Auménancourt-le-Grand                            |
| Église Saint-Nicaise d'Auménancourt-le-Petit                                  | Auménancourt                                  |         | 49° 22′ 43″ nord, 4° 03′ 30″ est |                |                                                                            |             | Église Saint-Nicaise d'Auménancourt-le-Petit                           |
| Église Saint-Martin d'Auve                                                    | Auve                                          |         | 49° 01′ 59″ nord, 4° 41′ 46″ est | « PA00078575 » | Classé MH                                                                  | 1916        | Église Saint-Martin d'Auve                                             |
| Église Saint-Trésain d'Avenay                                                 | Avenay-Val-d'Or                               |         | 49° 04′ 14″ nord, 4° 02′ 54″ est | « PA00078576 » | Classé MH                                                                  | 1845        | Église Saint-Trésain d'Avenay                                          |
| Église d'Avize                                                                | Avize                                         |         | 48° 58′ 16″ nord, 4° 00′ 20″ est |                |                                                                            |             | Église d'Avize                                                         |
| Église Saint-Brice d'Ay                                                       | Aÿ-Champagne                                  |         | 49° 03′ 20″ nord, 4° 00′ 12″ est | « PA00078579 » | Classé MH                                                                  | 1942        | Église Saint-Brice d'Ay                                                |
| Église Saint-Hélain de Bisseuil                                               | Aÿ-Champagne                                  |         | 49° 02′ 40″ nord, 4° 05′ 11″ est | « PA00078593 » | Classé MH                                                                  | 1924        | Église Saint-Hélain de Bisseuil                                        |
| Église Saint-Hilaire de Mareuil-sur-Ay                                        | Aÿ-Champagne                                  |         | 49° 02′ 41″ nord, 4° 02′ 22″ est | « PA00078738 » | Classé MH Tour et flèche du clocher                                        | 1933        | Église Saint-Hilaire de Mareuil-sur-Ay                                 |
| Église Saint-Memmie de Baconnes                                               | Baconnes                                      |         | 49° 09′ 31″ nord, 4° 20′ 15″ est | « PA00078580 » | Classé MH                                                                  | 1920        | Église Saint-Memmie de Baconnes                                        |
| Église Saint-Médard de Bagneux                                                | Bagneux                                       |         | 48° 33′ 30″ nord, 3° 49′ 34″ est |                |                                                                            |             | Église Saint-Médard de Bagneux                                         |
| Église Saint-Ferréol de Bannay                                                | Bannay                                        |         | 48° 51′ 34″ nord, 3° 43′ 28″ est | « IA51000002 » |                                                                            |             | Église Saint-Ferréol de Bannay                                         |
| Église Saint-Vaast de Bannes                                                  | Bannes                                        |         | 48° 48′ 22″ nord, 3° 54′ 40″ est |                |                                                                            |             | Église Saint-Vaast de Bannes                                           |
| Église Saint-Pierre-et-Saint-Paul de Barbonne-Fayel                           | Barbonne-Fayel                                |         | 48° 39′ 28″ nord, 3° 41′ 46″ est |                |                                                                            |             | Église Saint-Pierre-et-Saint-Paul de Barbonne-Fayel                    |
| Église Saint-Julien de Baslieux-lès-Fimes                                     | Baslieux-lès-Fismes                           |         | 49° 19′ 34″ nord, 3° 42′ 45″ est |                |                                                                            |             | Église Saint-Julien de Baslieux-lès-Fimes                              |
| Église Saint-Léger de Baslieux-sous-Châtillon                                 | Baslieux-sous-Châtillon                       |         | 49° 07′ 15″ nord, 3° 47′ 35″ est |                |                                                                            |             | Église Saint-Léger de Baslieux-sous-Châtillon                          |
| Église Saint-Hilaire de Bassu                                                 | Bassu                                         |         | 48° 49′ 55″ nord, 4° 41′ 35″ est |                |                                                                            |             | Église Saint-Hilaire de Bassu                                          |
| Église Saint-Nicolas de Bassuet                                               | Bassuet                                       |         | 48° 47′ 51″ nord, 4° 40′ 03″ est |                |                                                                            |             | Image manquante Téléverser                                             |
| Église Saint-Leu-de-Sens de Baudement                                         | Baudement                                     |         | 48° 34′ 32″ nord, 3° 46′ 30″ est |                |                                                                            |             | Église Saint-Leu-de-Sens de Baudement                                  |
| Église Saint-Pierre-et-Saint-Paul de Baye                                     | Baye                                          |         | 48° 51′ 15″ nord, 3° 45′ 51″ est | « PA00078584 » | Classé MH                                                                  | 1986        | Église Saint-Pierre-et-Saint-Paul de Baye                              |
| Église Saint-Rémy de Bazancourt                                               | Bazancourt                                    |         | 49° 21′ 57″ nord, 4° 10′ 04″ est | « PA00078585 » | Classé MH Chœur et clocher                                                 | 1914        | Église Saint-Rémy de Bazancourt                                        |
| Église Saint-Pierre de Beaumont-sur-Vesle                                     | Beaumont-sur-Vesle                            |         | 49° 10′ 28″ nord, 4° 11′ 08″ est |                |                                                                            |             | Église Saint-Pierre de Beaumont-sur-Vesle                              |
| Église Notre-Dame de Beaunay                                                  | Beaunay                                       |         | 48° 53′ 16″ nord, 3° 52′ 34″ est | « PA00078586 » | Classé MH                                                                  | 1976        | Église Notre-Dame de Beaunay                                           |
| Église Saint-Laurent de Beine-Nauroy                                          | Beine-Nauroy                                  |         | 49° 14′ 58″ nord, 4° 12′ 59″ est | « PA00078587 » | Classé MH                                                                  | 1921        | Église Saint-Laurent de Beine-Nauroy                                   |
| Église de la Nativité-de-la-Sainte-Vierge de Belval-en-Argonne                | Belval-en-Argonne                             |         | 48° 56′ 55″ nord, 5° 00′ 16″ est |                |                                                                            |             | Église de la Nativité-de-la-Sainte-Vierge de Belval-en-Argonne         |
| Église Saint-Roch de Belval-sous-Châtillon                                    | Belval-sous-Châtillon                         |         | 49° 07′ 20″ nord, 3° 51′ 17″ est |                |                                                                            |             | Église Saint-Roch de Belval-sous-Châtillon                             |
| Église Saint-Memmie de Bergères-lès-Vertus                                    | Bergères-lès-Vertus                           |         | 48° 52′ 49″ nord, 4° 00′ 16″ est |                |                                                                            |             | Église Saint-Memmie de Bergères-lès-Vertus                             |
| Église Sainte-Colombe de Bergères-sous-Montmirail                             | Bergères-sous-Montmirail                      |         | 48° 50′ 38″ nord, 3° 35′ 26″ est |                |                                                                            |             | Église Sainte-Colombe de Bergères-sous-Montmirail                      |
| Église Saint-Sébastien de Berméricourt                                        | Berméricourt                                  |         | 49° 21′ 27″ nord, 3° 59′ 34″ est |                |                                                                            |             | Église Saint-Sébastien de Berméricourt                                 |
| Église Saint-Martin de Berru                                                  | Berru                                         |         | 49° 16′ 18″ nord, 4° 09′ 10″ est | « PA00078589 » | Classé MH                                                                  | 1921        | Église Saint-Martin de Berru                                           |
| Église Saint-Barthélemy de Berzieux                                           | Berzieux                                      |         | 49° 09′ 53″ nord, 4° 47′ 52″ est | « IA00059971 » |                                                                            |             | Image manquante Téléverser                                             |
| Église Saint-Serein de Bethon                                                 | Bethon                                        |         | 48° 36′ 53″ nord, 3° 36′ 49″ est | « PA00078591 » | Inscrit MH                                                                 | 1927        | Église Saint-Serein de Bethon                                          |
| Église Saint-Pierre de Bettancourt-la-Longue                                  | Bettancourt-la-Longue                         |         | 48° 49′ 42″ nord, 4° 53′ 20″ est |                |                                                                            |             | Église Saint-Pierre de Bettancourt-la-Longue                           |
| Église Saint-Martin de Bezannes                                               | Bezannes                                      |         | 49° 13′ 20″ nord, 3° 59′ 10″ est | « PA00078592 » | Classé MH                                                                  | 1912        | Église Saint-Martin de Bezannes                                        |
| Église Saint-Louvent de Bignicourt-sur-Marne                                  | Bignicourt-sur-Marne                          |         | 48° 40′ 57″ nord, 4° 36′ 48″ est |                |                                                                            |             | Église Saint-Louvent de Bignicourt-sur-Marne                           |
| Église Saint-Mathieu de Bignicourt-sur-Saulx                                  | Bignicourt-sur-Saulx                          |         | 48° 45′ 53″ nord, 4° 46′ 14″ est |                |                                                                            |             | Église Saint-Mathieu de Bignicourt-sur-Saulx                           |
| Église Saint-Laurent de Billy-le-Grand                                        | Billy-le-Grand                                |         | 49° 06′ 33″ nord, 4° 13′ 39″ est |                |                                                                            |             | Église Saint-Laurent de Billy-le-Grand                                 |
| Église Saint-Étienne de Binarville                                            | Binarville                                    |         | 49° 14′ 21″ nord, 4° 53′ 38″ est | « IA00059977 » |                                                                            |             | Image manquante Téléverser                                             |
| Église Saint-Martin de Blacy                                                  | Blacy                                         |         | 48° 43′ 36″ nord, 4° 33′ 25″ est |                |                                                                            |             | Église Saint-Martin de Blacy                                           |
| Église Saint-Louvent de Blaise-sous-Arzillières                               | Blaise-sous-Arzillières                       |         | 48° 40′ 20″ nord, 4° 34′ 59″ est |                |                                                                            |             | Image manquante Téléverser                                             |
| Église de l'Assomption de Blesme                                              | Blesme                                        |         | 48° 43′ 33″ nord, 4° 46′ 30″ est | « PA00078594 » | Classé MH                                                                  | 1916        | Église de l'Assomption de Blesme                                       |
| Église Saint-Martin de Boissy-le-Repos                                        | Boissy-le-Repos                               |         | 48° 50′ 48″ nord, 3° 38′ 56″ est |                |                                                                            |             | Église Saint-Martin de Boissy-le-Repos                                 |
| Église Saint-Nicolas de Bouchy-Saint-Genest                                   | Bouchy-Saint-Genest                           |         | 48° 39′ 04″ nord, 3° 30′ 37″ est |                |                                                                            |             | Image manquante Téléverser                                             |
| Église Saint-Leu-de-Sens de Saint-Genest                                      | Bouchy-Saint-Genest                           |         | 48° 39′ 25″ nord, 3° 27′ 54″ est |                |                                                                            |             | Image manquante Téléverser                                             |
| Église Saint-Remi de Bouilly                                                  | Bouilly                                       |         | 49° 11′ 56″ nord, 3° 53′ 18″ est |                |                                                                            |             | Église Saint-Remi de Bouilly                                           |
| Église Saint-Clément de Bouleuse                                              | Bouleuse                                      |         | 49° 13′ 30″ nord, 3° 50′ 22″ est |                |                                                                            |             | Église Saint-Clément de Bouleuse                                       |
| Église Sainte-Croix de Boult-sur-Suippe                                       | Boult-sur-Suippe                              |         | 49° 22′ 26″ nord, 4° 08′ 32″ est | « PA00078595 » | Classé MH                                                                  | 1920        | Église Sainte-Croix de Boult-sur-Suippe                                |
| Église Saint-Pierre de Bourgogne-Fresne                                       | Bourgogne-Fresne                              |         | 49° 20′ 59″ nord, 4° 04′ 10″ est | « PA00078596 » | Classé MH                                                                  | 1921        | Église Saint-Pierre de Bourgogne-Fresne                                |
| Église Saint-Pierre-et-Saint-Paul de Boursault                                | Boursault                                     |         | 49° 03′ 39″ nord, 3° 50′ 44″ est |                |                                                                            |             | Église Saint-Pierre-et-Saint-Paul de Boursault                         |
| Église Saint-Rémi de Bouvancourt                                              | Bouvancourt                                   |         | 49° 20′ 20″ nord, 3° 50′ 02″ est |                |                                                                            |             | Église Saint-Rémi de Bouvancourt                                       |
| Église Saint-Hilaire de Bouy                                                  | Bouy                                          |         | 49° 05′ 12″ nord, 4° 20′ 58″ est |                |                                                                            |             | Église Saint-Hilaire de Bouy                                           |
| Église Saint-Basle de Bouzy                                                   | Bouzy                                         |         | 49° 04′ 47″ nord, 4° 08′ 47″ est |                |                                                                            |             | Église Saint-Basle de Bouzy                                            |
| Église Saint-Michel de Brandonvillers                                         | Brandonvillers                                |         | 48° 35′ 37″ nord, 4° 33′ 43″ est |                |                                                                            |             | Église Saint-Michel de Brandonvillers                                  |
| Église Saint-Rémi de Branscourt                                               | Branscourt                                    |         | 49° 16′ 17″ nord, 3° 49′ 11″ est |                |                                                                            |             | Église Saint-Rémi de Branscourt                                        |
| Église Saint-Remi de Braux-Saint-Remy                                         | Braux-Saint-Remy                              |         | 49° 01′ 16″ nord, 4° 51′ 45″ est |                |                                                                            |             | Église Saint-Remi de Braux-Saint-Remy                                  |
| Église Saint-Pierre-ès-Liens de Braux-Sainte-Cohière                          | Braux-Sainte-Cohière                          |         | 49° 05′ 34″ nord, 4° 49′ 43″ est |                |                                                                            |             | Église Saint-Pierre-ès-Liens de Braux-Sainte-Cohière                   |
| Église de Breuil-sur-Vesle                                                    | Breuil-sur-Vesle                              |         | 49° 18′ 42″ nord, 3° 46′ 06″ est | « PA00078600 » | Classé MH                                                                  | 1923        | Église de Breuil-sur-Vesle                                             |
| Église de la Nativité-de-la-Sainte-Vierge de Breuvery-sur-Coole               | Breuvery-sur-Coole                            |         | 48° 51′ 36″ nord, 4° 18′ 49″ est |                |                                                                            |             | Église de la Nativité-de-la-Sainte-Vierge de Breuvery-sur-Coole        |
| Église Saint-Rémi de Brimont                                                  | Brimont                                       |         | 49° 20′ 25″ nord, 4° 01′ 29″ est |                |                                                                            |             | Église Saint-Rémi de Brimont                                           |
| Église Notre-Dame de Brouillet                                                | Brouillet                                     |         | 49° 13′ 33″ nord, 3° 44′ 24″ est |                |                                                                            |             | Image manquante Téléverser                                             |
| Église Saint-Apollinaire de Broussy-le-Grand                                  | Broussy-le-Grand                              |         | 48° 47′ 18″ nord, 3° 52′ 32″ est | « PA00078601 » | Classé MH                                                                  | 1919        | Église Saint-Apollinaire de Broussy-le-Grand                           |
| Église Saint-Pierre de Broussy-le-Petit                                       | Broussy-le-Petit                              |         | 48° 47′ 33″ nord, 3° 49′ 38″ est |                |                                                                            |             | Église Saint-Pierre de Broussy-le-Petit                                |
| Église Saint-Martin de Broyes                                                 | Broyes                                        |         | 48° 45′ 31″ nord, 3° 45′ 58″ est |                |                                                                            |             | Église Saint-Martin de Broyes                                          |
| Église Saint-Pierre de Vaudancourt                                            | Brugny-Vaudancourt                            |         | 49° 00′ 06″ nord, 3° 53′ 55″ est |                |                                                                            |             | Église Saint-Pierre de Vaudancourt                                     |
| Église Saint-Sébastien de Brugny                                              | Brugny-Vaudancourt                            |         | 48° 59′ 59″ nord, 3° 53′ 11″ est |                |                                                                            |             | Église Saint-Sébastien de Brugny                                       |
| Église Saint-Léonard de Bréban                                                | Bréban                                        |         | 48° 34′ 46″ nord, 4° 24′ 13″ est | « PA00078598 » | Inscrit MH                                                                 | 1928        | Église Saint-Léonard de Bréban                                         |
| Église Saint-Étienne de Bussy-Lettrée                                         | Bussy-Lettrée                                 |         | 48° 48′ 14″ nord, 4° 15′ 39″ est | « PA00078604 » | Classé MH                                                                  | 1949        | Église Saint-Étienne de Bussy-Lettrée                                  |
| Église Saint-Hilaire de Bussy-le-Château                                      | Bussy-le-Château                              |         | 49° 03′ 48″ nord, 4° 32′ 35″ est |                |                                                                            |             | Église Saint-Hilaire de Bussy-le-Château                               |
| Église Saint-Pierre-et-Saint-Paul de Bussy-le-Repos                           | Bussy-le-Repos                                |         | 48° 53′ 58″ nord, 4° 45′ 23″ est |                |                                                                            |             | Église Saint-Pierre-et-Saint-Paul de Bussy-le-Repos                    |
| Église Sainte-Marie-Madeleine de Bétheniville                                 | Bétheniville                                  |         | 49° 17′ 28″ nord, 4° 22′ 12″ est |                |                                                                            |             | Église Sainte-Marie-Madeleine de Bétheniville                          |
| Église Saint-Sébastien de Bétheny                                             | Bétheny                                       |         | 49° 17′ 08″ nord, 4° 03′ 31″ est | « PA00078590 » | Classé MH                                                                  | 1920        | Église Saint-Sébastien de Bétheny                                      |
| Église Saint-Basle de Caurel                                                  | Caurel                                        |         | 49° 18′ 18″ nord, 4° 09′ 13″ est | « PA00078605 » | Classé MH                                                                  | 1921        | Église Saint-Basle de Caurel                                           |
| Église Notre-Dame de Cauroy-lès-Hermonville                                   | Cauroy-lès-Hermonville                        |         | 49° 20′ 55″ nord, 3° 55′ 24″ est | « PA00078606 » | Classé MH                                                                  | 1862        | Église Notre-Dame de Cauroy-lès-Hermonville                            |
| Église de la Nativité-de-la-Sainte-Vierge de Cernay-en-Dormois                | Cernay-en-Dormois                             |         | 49° 13′ 35″ nord, 4° 45′ 51″ est |                |                                                                            |             | Église de la Nativité-de-la-Sainte-Vierge de Cernay-en-Dormois         |
| Église Saint-Martin de Cernay-lès-Reims                                       | Cernay-lès-Reims                              |         | 49° 15′ 52″ nord, 4° 06′ 14″ est | « PA00078607 » | Classé MH                                                                  | 1911        | Église Saint-Martin de Cernay-lès-Reims                                |
| Église Saint-Pierre de Cernon                                                 | Cernon                                        |         | 48° 50′ 23″ nord, 4° 20′ 39″ est |                |                                                                            |             | Église Saint-Pierre de Cernon                                          |
| Église de la Nativité-de-la-Sainte-Vierge de Chaintrix-Bierges                | Chaintrix-Bierges                             |         | 48° 54′ 12″ nord, 4° 06′ 27″ est |                |                                                                            |             | Église de la Nativité-de-la-Sainte-Vierge de Chaintrix-Bierges         |
| Église de l'Assomption de Chaltrait                                           | Chaltrait                                     |         | 48° 55′ 50″ nord, 3° 53′ 41″ est | « IA51000006 » |                                                                            |             | Église de l'Assomption de Chaltrait                                    |
| Église Saint-Julien de Chambrecy                                              | Chambrecy                                     |         | 49° 10′ 58″ nord, 3° 49′ 18″ est | « PA00078653 » | Classé MH                                                                  | 1919        | Église Saint-Julien de Chambrecy                                       |
| Église Saint-Pierre-Saint-Paul de Chamery                                     | Chamery                                       |         | 49° 10′ 18″ nord, 3° 57′ 21″ est | « PA00078654 » | Classé MH                                                                  | 1919        | Église Saint-Pierre-Saint-Paul de Chamery                              |
| Église Saint-Remi de Champaubert                                              | Champaubert                                   |         | 48° 52′ 41″ nord, 3° 46′ 37″ est | « IA51000007 » |                                                                            |             | Église Saint-Remi de Champaubert                                       |
| Église Saint-Jean-Baptiste de Champfleury                                     | Champfleury                                   |         | 49° 11′ 57″ nord, 4° 01′ 04″ est |                |                                                                            |             | Église Saint-Jean-Baptiste de Champfleury                              |
| Église de l'Invention-de-Saint-Étienne de Champguyon                          | Champguyon                                    |         | 48° 46′ 30″ nord, 3° 32′ 30″ est |                |                                                                            |             | Église de l'Invention-de-Saint-Étienne de Champguyon                   |
| Église Saint-Remi de Champigneul-Champagne                                    | Champigneul-Champagne                         |         | 48° 58′ 18″ nord, 4° 10′ 02″ est |                |                                                                            |             | Église Saint-Remi de Champigneul-Champagne                             |
| Église Saint-Théodulphe de Champigny                                          | Champigny                                     |         | 49° 16′ 07″ nord, 3° 58′ 27″ est |                |                                                                            |             | Église Saint-Théodulphe de Champigny                                   |
| Église Saint-Barnabé de Champillon                                            | Champillon                                    |         | 49° 05′ 07″ nord, 3° 58′ 36″ est |                |                                                                            |             | Église Saint-Barnabé de Champillon                                     |
| Église Saint-Denis de Champlat-et-Boujacourt                                  | Champlat-et-Boujacourt                        |         | 49° 09′ 19″ nord, 3° 49′ 58″ est |                |                                                                            |             | Église Saint-Denis de Champlat-et-Boujacourt                           |
| Église Notre-Dame de Champvoisy                                               | Champvoisy                                    |         | 49° 07′ 46″ nord, 3° 38′ 13″ est |                |                                                                            |             | Église Notre-Dame de Champvoisy                                        |
| Église de l'Invention-de-Saint-Étienne de Changy                              | Changy                                        |         | 48° 46′ 30″ nord, 4° 40′ 52″ est |                |                                                                            |             | Église de l'Invention-de-Saint-Étienne de Changy                       |
| Église Saint-Serein de Chantemerle                                            | Chantemerle                                   |         | 48° 36′ 44″ nord, 3° 39′ 28″ est |                |                                                                            |             | Église Saint-Serein de Chantemerle                                     |
| Église Saint-Eusèbe de Chapelaine                                             | Chapelaine                                    |         | 48° 34′ 47″ nord, 4° 29′ 53″ est | « PA00078656 » | Classé MH                                                                  | 1931        | Église Saint-Eusèbe de Chapelaine                                      |
| Église Saint-Pierre de Charleville                                            | Charleville                                   |         | 48° 48′ 48″ nord, 3° 40′ 01″ est | « PA00078658 » | Classé MH                                                                  | 1920        | Église Saint-Pierre de Charleville                                     |
| Église de la Nativité-de-la-Sainte-Vierge de Charmont                         | Charmont                                      |         | 48° 52′ 08″ nord, 4° 51′ 59″ est | « PA00078659 » | Classé MH                                                                  | 1944        | Église de la Nativité-de-la-Sainte-Vierge de Charmont                  |
| Église de l'Exaltation-de-la-Sainte-Croix de Chaudefontaine                   | Chaudefontaine                                |         | 49° 05′ 58″ nord, 4° 52′ 11″ est |                |                                                                            |             | Image manquante Téléverser                                             |
| Église Saint-Cancien de Chaumuzy                                              | Chaumuzy                                      |         | 49° 10′ 30″ nord, 3° 51′ 57″ est |                |                                                                            |             | Image manquante Téléverser                                             |
| Église Saint-Martin de Chavot                                                 | Chavot-Courcourt                              |         | 49° 00′ 23″ nord, 3° 55′ 24″ est | « PA00078665 » | Inscrit MH                                                                 | 1942        | Église Saint-Martin de Chavot                                          |
| Église Saint-Nicolas de Cheminon                                              | Cheminon                                      |         | 48° 44′ 11″ nord, 4° 54′ 10″ est | « PA00078666 » | Classé MH                                                                  | 1862        | Église Saint-Nicolas de Cheminon                                       |
| Église Saint-Nicolas de Chenay                                                | Chenay                                        |         | 49° 17′ 52″ nord, 3° 55′ 44″ est |                |                                                                            |             | Église Saint-Nicolas de Chenay                                         |
| Église Saint-Denis de Cheniers                                                | Cheniers                                      |         | 48° 53′ 07″ nord, 4° 14′ 48″ est |                |                                                                            |             | Image manquante Téléverser                                             |
| Église Saint-Georges de Cheppes-la-Prairie                                    | Cheppes-la-Prairie                            |         | 48° 50′ 01″ nord, 4° 28′ 21″ est |                |                                                                            |             | Église Saint-Georges de Cheppes-la-Prairie                             |
| Église Saint-Jean-Baptiste de Chepy                                           | Chepy                                         |         | 48° 53′ 55″ nord, 4° 26′ 03″ est |                |                                                                            |             | Église Saint-Jean-Baptiste de Chepy                                    |
| Église Saint-Basle de Cherville                                               | Cherville                                     |         | 49° 01′ 11″ nord, 4° 09′ 51″ est |                |                                                                            |             | Église Saint-Basle de Cherville                                        |
| Église Saint-Étienne de Chichey                                               | Chichey                                       |         | 48° 41′ 18″ nord, 3° 45′ 35″ est |                |                                                                            |             | Église Saint-Étienne de Chichey                                        |
| Église Saint-Nicolas de Chigny-les-Roses                                      | Chigny-les-Roses                              |         | 49° 09′ 29″ nord, 4° 03′ 50″ est |                |                                                                            |             | Église Saint-Nicolas de Chigny-les-Roses                               |
| Église Saint-Martin de Chouilly                                               | Chouilly                                      |         | 49° 01′ 34″ nord, 4° 01′ 06″ est |                |                                                                            |             | Église Saint-Martin de Chouilly                                        |
| Église Sainte-Madeleine de Châlons-sur-Vesle                                  | Châlons-sur-Vesle                             |         | 49° 17′ 22″ nord, 3° 54′ 57″ est |                |                                                                            |             | Église Sainte-Madeleine de Châlons-sur-Vesle                           |
| Église de la Nativité-de-la-Sainte-Vierge de Chatel-Raould                    | Châtelraould-Saint-Louvent                    |         | 48° 40′ 47″ nord, 4° 32′ 53″ est | « PA00078660 » | Classé MH                                                                  | 1920        | Église de la Nativité-de-la-Sainte-Vierge de Chatel-Raould             |
| Église Notre-Dame de Châtillon-sur-Broué                                      | Châtillon-sur-Broué                           |         | 48° 32′ 45″ nord, 4° 42′ 17″ est | « PA00078661 » | Inscrit MH                                                                 | 1977        | Église Notre-Dame de Châtillon-sur-Broué                               |
| Église Notre-Dame de Châtillon-sur-Marne                                      | Châtillon-sur-Marne                           |         | 49° 05′ 59″ nord, 3° 45′ 30″ est | « PA00078662 » | Classé MH                                                                  | 1919        | Église Notre-Dame de Châtillon-sur-Marne                               |
| Église Saint-Walburge de Montigny                                             | Châtillon-sur-Marne                           |         | 49° 06′ 14″ nord, 3° 46′ 28″ est |                |                                                                            |             | Image manquante Téléverser                                             |
| Église Saint-Léger de Châtillon-sur-Morin                                     | Châtillon-sur-Morin                           |         | 48° 42′ 50″ nord, 3° 34′ 52″ est |                |                                                                            |             | Église Saint-Léger de Châtillon-sur-Morin                              |
| Église de l'Assomption de Clamanges                                           | Clamanges                                     |         | 48° 49′ 42″ nord, 4° 05′ 01″ est |                |                                                                            |             | Église de l'Assomption de Clamanges                                    |
| Église Saint-Antoine-et-Saint-Sulpice de Clesles                              | Clesles                                       |         | 48° 32′ 00″ nord, 3° 49′ 52″ est |                |                                                                            |             | Église Saint-Antoine-et-Saint-Sulpice de Clesles                       |
| Église Saint-Louvent de Cloyes-sur-Marne                                      | Cloyes-sur-Marne                              |         | 48° 39′ 46″ nord, 4° 38′ 18″ est |                |                                                                            |             | Église Saint-Louvent de Cloyes-sur-Marne                               |
| Église Saint-André de Coizard                                                 | Coizard-Joches                                |         | 48° 49′ 43″ nord, 3° 51′ 55″ est | « PA00078669 » | Classé MH                                                                  | 1916        | Église Saint-André de Coizard                                          |
| Église Saint-Amand de Joches                                                  | Coizard-Joches                                |         | 48° 49′ 32″ nord, 3° 51′ 14″ est | « IA51000010 » |                                                                            |             | Image manquante Téléverser                                             |
| Église Saint-Nicolas de Compertrix                                            | Compertrix                                    |         | 48° 56′ 15″ nord, 4° 21′ 07″ est |                |                                                                            |             | Église Saint-Nicolas de Compertrix                                     |
| Église Saint-Rémi de Condé-sur-Marne                                          | Condé-sur-Marne                               |         | 49° 02′ 36″ nord, 4° 10′ 45″ est | « PA00078671 » | Classé MH                                                                  | 1918        | Église Saint-Rémi de Condé-sur-Marne                                   |
| Église Saint-Étienne de Conflans-sur-Seine                                    | Conflans-sur-Seine                            |         | 48° 33′ 07″ nord, 3° 40′ 51″ est |                |                                                                            |             | Église Saint-Étienne de Conflans-sur-Seine                             |
| Église Saint-Remi de Congy                                                    | Congy                                         |         | 48° 51′ 30″ nord, 3° 49′ 35″ est | « IA51000012 » |                                                                            |             | Église Saint-Remi de Congy                                             |
| Église Saint-Hilaire de Connantray-Vaurefroy                                  | Connantray-Vaurefroy                          |         | 48° 44′ 55″ nord, 4° 03′ 38″ est |                |                                                                            |             | Église Saint-Hilaire de Connantray-Vaurefroy                           |
| Église Saint-Sulpice-et-Saint-Caprais de Connantre                            | Connantre                                     |         | 48° 43′ 29″ nord, 3° 55′ 21″ est |                |                                                                            |             | Église Saint-Sulpice-et-Saint-Caprais de Connantre                     |
| Église Saint-Laurent de Contault                                              | Contault                                      |         | 48° 54′ 39″ nord, 4° 47′ 22″ est |                |                                                                            |             | Image manquante Téléverser                                             |
| Église Saint-Memmie de Coole                                                  | Coole                                         |         | 48° 44′ 26″ nord, 4° 23′ 36″ est |                |                                                                            |             | Église Saint-Memmie de Coole                                           |
| Église Saint-Martin de Coolus                                                 | Coolus                                        |         | 48° 55′ 29″ nord, 4° 21′ 25″ est |                |                                                                            |             | Église Saint-Martin de Coolus                                          |
| Église Saint-Pierre-ès-Liens de Corbeil                                       | Corbeil                                       |         | 48° 34′ 41″ nord, 4° 25′ 29″ est |                |                                                                            |             | Église Saint-Pierre-ès-Liens de Corbeil                                |
| Église Saint-Memmie de Corfélix                                               | Corfélix                                      |         | 48° 50′ 17″ nord, 3° 41′ 58″ est | « PA00078673 » | Classé MH                                                                  | 1915        | Église Saint-Memmie de Corfélix                                        |
| Église Saint-Cyr-et-Sainte-Julitte de Cormicy                                 | Cormicy                                       |         | 49° 22′ 14″ nord, 3° 53′ 46″ est | « PA00078674 » | Classé MH                                                                  | 1921        | Église Saint-Cyr-et-Sainte-Julitte de Cormicy                          |
| Église Saint-Pierre de Gernicourt                                             | Cormicy                                       |         | 49° 23′ 55″ nord, 3° 52′ 18″ est |                |                                                                            |             | Église Saint-Pierre de Gernicourt                                      |
| Église Saint-André de Cormontreuil                                            | Cormontreuil                                  |         | 49° 13′ 24″ nord, 4° 03′ 23″ est |                |                                                                            |             | Église Saint-André de Cormontreuil                                     |
| Église Saint-Clément de Cormoyeux                                             | Cormoyeux                                     |         | 49° 06′ 34″ nord, 3° 54′ 49″ est |                |                                                                            |             | Église Saint-Clément de Cormoyeux                                      |
| Église Notre-Dame de Corribert                                                | Corribert                                     |         | 48° 56′ 32″ nord, 3° 45′ 51″ est | « PA00078675 » | Classé MH                                                                  | 1979        | Église Notre-Dame de Corribert                                         |
| Église Saint-Barthélemy de Corrobert                                          | Corrobert                                     |         | 48° 54′ 53″ nord, 3° 36′ 19″ est |                |                                                                            |             | Église Saint-Barthélemy de Corrobert                                   |
| Église de la Nativité-de-la-Sainte-Vierge de Corroy                           | Corroy                                        |         | 48° 42′ 01″ nord, 3° 56′ 05″ est | « PA00078676 » | Classé MH                                                                  | 1911        | Église de la Nativité-de-la-Sainte-Vierge de Corroy                    |
| Église Saint-Rémi de Coulommes-la-Montagne                                    | Coulommes-la-Montagne                         |         | 49° 13′ 31″ nord, 3° 54′ 35″ est | « PA00078677 » | Classé MH                                                                  | 1920        | Église Saint-Rémi de Coulommes-la-Montagne                             |
| Église Saint-Laurent de Coupetz                                               | Coupetz                                       |         | 48° 49′ 11″ nord, 4° 21′ 48″ est |                |                                                                            |             | Image manquante Téléverser                                             |
| Église Saint-Memmie de Coupéville                                             | Coupéville                                    |         | 48° 54′ 39″ nord, 4° 37′ 37″ est | « PA00078678 » | Classé MH Porche                                                           | 1930        | Église Saint-Memmie de Coupéville                                      |
| Église Notre-Dame de Courcelles-Sapicourt                                     | Courcelles-Sapicourt                          |         | 49° 15′ 43″ nord, 3° 50′ 43″ est |                |                                                                            |             | Image manquante Téléverser                                             |
| Église Saint-Martin de Courcemain                                             | Courcemain                                    |         | 48° 37′ 03″ nord, 3° 55′ 09″ est |                |                                                                            |             | Image manquante Téléverser                                             |
| Église Sainte-Thérèse-des-Grandes-Voies de Courcy                             | Courcy                                        |         | 49° 19′ 23″ nord, 4° 00′ 10″ est |                |                                                                            |             | Église Sainte-Thérèse-des-Grandes-Voies de Courcy                      |
| Église Saint-Denis de Courdemanges                                            | Courdemanges                                  |         | 48° 41′ 44″ nord, 4° 32′ 38″ est | « PA00078679 » | Inscrit MH                                                                 | 1929        | Église Saint-Denis de Courdemanges                                     |
| Église Saint-Maurice de Courgivaux                                            | Courgivaux                                    |         | 48° 42′ 40″ nord, 3° 29′ 22″ est |                |                                                                            |             | Église Saint-Maurice de Courgivaux                                     |
| Église Saint-François-de-Sales de Courjeonnet                                 | Courjeonnet                                   |         | 48° 49′ 50″ nord, 3° 50′ 05″ est | « IA51000013 » |                                                                            |             | Église Saint-François-de-Sales de Courjeonnet                          |
| Église Saint-Laurent de Courlandon                                            | Courlandon                                    |         | 49° 18′ 50″ nord, 3° 44′ 09″ est |                |                                                                            |             | Église Saint-Laurent de Courlandon                                     |
| Église Saint-Omer de Courthiézy                                               | Courthiézy                                    |         | 49° 03′ 17″ nord, 3° 35′ 39″ est |                |                                                                            |             | Image manquante Téléverser                                             |
| Église Saint-Memmie de Courtisols                                             | Courtisols                                    |         | 48° 58′ 54″ nord, 4° 29′ 57″ est | « PA00078683 » | Inscrit MH                                                                 | 1939        | Église Saint-Memmie de Courtisols                                      |
| Église Saint-Martin de Courtisols                                             | Courtisols                                    |         | 48° 59′ 13″ nord, 4° 30′ 56″ est | « PA00078682 » | Inscrit MH                                                                 | 1939        | Église Saint-Martin de Courtisols                                      |
| Église Saint-Julien de Courtisols                                             | Courtisols                                    |         | 48° 59′ 10″ nord, 4° 30′ 55″ est |                |                                                                            |             | Image manquante Téléverser                                             |
| Église Saint-Pierre de Courtémont                                             | Courtémont                                    |         | 49° 07′ 57″ nord, 4° 47′ 02″ est | « PA00078681 » | Inscrit MH                                                                 | 1932        | Église Saint-Pierre de Courtémont                                      |
| Église Saint-Julien de Courville                                              | Courville                                     |         | 49° 16′ 06″ nord, 3° 41′ 37″ est | « PA00078684 » | Classé MH                                                                  | 1920        | Église Saint-Julien de Courville                                       |
| Église Saint-Martin de Couvrot                                                | Couvrot                                       |         | 48° 45′ 27″ nord, 4° 34′ 13″ est |                |                                                                            |             | Église Saint-Martin de Couvrot                                         |
| Église Saint-Gibrien de Cramant                                               | Cramant                                       |         | 48° 59′ 13″ nord, 3° 59′ 35″ est |                |                                                                            |             | Église Saint-Gibrien de Cramant                                        |
| Église Saint-Pierre de Crugny                                                 | Crugny                                        |         | 49° 15′ 24″ nord, 3° 44′ 13″ est | « PA00078686 » | Classé MH                                                                  | 1921        | Église Saint-Pierre de Crugny                                          |
| Église Saint-Maurice de Cuchery                                               | Cuchery                                       |         | 49° 07′ 51″ nord, 3° 49′ 23″ est | « PA00078687 » | Classé MH                                                                  | 1930        | Église Saint-Maurice de Cuchery                                        |
| Église Saint-Nicaise de Cuis                                                  | Cuis                                          |         | 48° 59′ 41″ nord, 3° 57′ 49″ est | « PA00078688 » | Classé MH                                                                  | 1902        | Église Saint-Nicaise de Cuis                                           |
| Église Saints-Gervais-et-Protais de Cuisles                                   | Cuisles                                       |         | 49° 07′ 35″ nord, 3° 46′ 41″ est |                |                                                                            |             | Image manquante Téléverser                                             |
| Église Saint-Jean-Baptiste de Cumières                                        | Cumières                                      |         | 49° 04′ 18″ nord, 3° 55′ 37″ est |                |                                                                            |             | Église Saint-Jean-Baptiste de Cumières                                 |
| Église Sainte-Madeleine de Cuperly                                            | Cuperly                                       |         | 49° 03′ 44″ nord, 4° 25′ 46″ est |                |                                                                            |             | Église Sainte-Madeleine de Cuperly                                     |
| Église Saint-Georges de Damery                                                | Damery                                        |         | 49° 04′ 16″ nord, 3° 52′ 38″ est | « PA00078689 » | Classé MH                                                                  | 1911        | Église Saint-Georges de Damery                                         |
| Église Saint-Pierre-et-Saint-Paul de Dampierre-au-Temple                      | Dampierre-au-Temple                           |         | 49° 02′ 48″ nord, 4° 23′ 29″ est |                |                                                                            |             | Église Saint-Pierre-et-Saint-Paul de Dampierre-au-Temple               |
| Église Saint-Maurice de Dampierre-le-Château                                  | Dampierre-le-Château                          |         | 49° 00′ 35″ nord, 4° 47′ 43″ est |                |                                                                            |             | Image manquante Téléverser                                             |
| Église Notre-Dame de Dampierre-sur-Moivre                                     | Dampierre-sur-Moivre                          |         | 48° 53′ 37″ nord, 4° 33′ 30″ est | « PA00078690 » | Classé MH                                                                  | 1982        | Église Notre-Dame de Dampierre-sur-Moivre                              |
| Église Saint-Timothée-et-Saint-Apollinaire de Dizy                            | Dizy                                          |         | 49° 03′ 52″ nord, 3° 58′ 11″ est |                |                                                                            |             | Église Saint-Timothée-et-Saint-Apollinaire de Dizy                     |
| Église Saint-Martin de Dommartin-Dampierre                                    | Dommartin-Dampierre                           |         | 49° 04′ 23″ nord, 4° 49′ 33″ est |                |                                                                            |             | Image manquante Téléverser                                             |
| Église Saint-Martin de Dommartin-Lettrée                                      | Dommartin-Lettrée                             |         | 48° 46′ 01″ nord, 4° 17′ 55″ est | « PA00078691 » | Classé MH                                                                  | 1931        | Église Saint-Martin de Dommartin-Lettrée                               |
| Église de la Nativité-de-la-Sainte-Vierge de Lettrée                          | Dommartin-Lettrée                             |         | 48° 47′ 17″ nord, 4° 16′ 38″ est |                |                                                                            |             | Image manquante Téléverser                                             |
| Église de la Nativité-de-la-Sainte-Vierge de Dommartin-Varimont               | Dommartin-Varimont                            |         | 48° 58′ 43″ nord, 4° 46′ 56″ est |                |                                                                            |             | Image manquante Téléverser                                             |
| Église Saint-Nicolas de Varimont                                              | Dommartin-Varimont                            |         | 48° 58′ 06″ nord, 4° 46′ 30″ est |                |                                                                            |             | Image manquante Téléverser                                             |
| Église Saint-Martin de Dommartin-sous-Hans                                    | Dommartin-sous-Hans                           |         | 49° 07′ 33″ nord, 4° 46′ 59″ est | « PA00078692 » | Inscrit MH Chœur ; chevet polygonal                                        | 1959        | Église Saint-Martin de Dommartin-sous-Hans                             |
| Église Saint-Rémi de Dompremy                                                 | Dompremy                                      |         | 48° 43′ 41″ nord, 4° 44′ 30″ est | « PA00078693 » | Classé MH                                                                  | 1916        | Église Saint-Rémi de Dompremy                                          |
| Église Saint-Laurent de Dontrien                                              | Dontrien                                      |         | 49° 14′ 22″ nord, 4° 24′ 46″ est | « EA51000004 » |                                                                            |             | Église Saint-Laurent de Dontrien                                       |
| Église Saint-Martin de Soilly                                                 | Dormans                                       |         | 49° 03′ 39″ nord, 3° 37′ 27″ est | « PA00078696 » | Classé MH                                                                  | 1920        | Église Saint-Martin de Soilly                                          |
| Église Saint-Hippolyte de Dormans                                             | Dormans                                       |         | 49° 04′ 35″ nord, 3° 38′ 22″ est | « PA00078695 » | Classé MH                                                                  | 1862        | Église Saint-Hippolyte de Dormans                                      |
| Église Notre-Dame de Drosnay                                                  | Drosnay                                       |         | 48° 34′ 42″ nord, 4° 37′ 06″ est | « PA00078697 » | Classé MH                                                                  | 1982        | Église Notre-Dame de Drosnay                                           |
| Église Saint-Hilaire de Drouilly                                              | Drouilly                                      |         | 48° 46′ 21″ nord, 4° 31′ 33″ est |                |                                                                            |             | Église Saint-Hilaire de Drouilly                                       |
| Église Sainte-Vannes d'Éclaires                                               | Éclaires                                      |         | 48° 59′ 57″ nord, 4° 59′ 59″ est |                |                                                                            |             | Image manquante Téléverser                                             |
| Église Saint-Sauveur d'Écollemont                                             | Écollemont                                    |         | 48° 37′ 17″ nord, 4° 44′ 00″ est |                |                                                                            |             | Église Saint-Sauveur d'Écollemont                                      |
| Église Saint-Hilaire d'Écriennes                                              | Écriennes                                     |         | 48° 41′ 26″ nord, 4° 41′ 09″ est | « PA00078698 » | Classé MH                                                                  | 1915        | Église Saint-Hilaire d'Écriennes                                       |
| Église Saint-Crispin-Saint-Crespinien d'Écueil                                | Écueil                                        |         | 49° 11′ 08″ nord, 3° 56′ 51″ est |                |                                                                            |             | Église Saint-Crispin-Saint-Crespinien d'Écueil                         |
| Église Saint-Étienne d'Écury-le-Repos                                         | Écury-le-Repos                                |         | 48° 48′ 24″ nord, 4° 01′ 58″ est |                |                                                                            |             | Église Saint-Étienne d'Écury-le-Repos                                  |
| Église Saint-Alpin d'Écury-sur-Coole                                          | Écury-sur-Coole                               |         | 48° 53′ 45″ nord, 4° 20′ 05″ est |                |                                                                            |             | Église Saint-Alpin d'Écury-sur-Coole                                   |
| Église Saint-Julien d'Élise-Daucourt                                          | Élise-Daucourt                                |         | 49° 02′ 48″ nord, 4° 51′ 59″ est |                |                                                                            |             | Église Saint-Julien d'Élise-Daucourt                                   |
| Église Saint-Nicolas de Daucourt                                              | Élise-Daucourt                                |         | 49° 02′ 20″ nord, 4° 52′ 50″ est |                |                                                                            |             | Église Saint-Nicolas de Daucourt                                       |
| Église de la Conversion-de-Saint-Paul d'Épense                                | Épense                                        |         | 48° 58′ 18″ nord, 4° 50′ 03″ est |                |                                                                            |             | Image manquante Téléverser                                             |
| Église Notre-Dame d'Épernay                                                   | Épernay                                       |         | 49° 02′ 44″ nord, 3° 57′ 27″ est | « IA51000808 » |                                                                            |             | Église Notre-Dame d'Épernay                                            |
| Église Saint-Pierre-et-Saint-Paul d'Épernay                                   | Épernay                                       |         | 49° 02′ 13″ nord, 3° 57′ 07″ est | « IA51000809 » |                                                                            |             | Église Saint-Pierre-et-Saint-Paul d'Épernay                            |
| Église Saint-Vincent des Vignes Blanches                                      | Épernay                                       |         | 49° 02′ 02″ nord, 3° 57′ 28″ est |                |                                                                            |             | Image manquante Téléverser                                             |
| Église Saint-Pierre d'Époye                                                   | Époye                                         |         | 49° 17′ 25″ nord, 4° 14′ 16″ est | « PA00078703 » | Classé MH                                                                  | 1921        | Église Saint-Pierre d'Époye                                            |
| Église Saint-Rémi d'Escardes                                                  | Escardes                                      |         | 48° 41′ 48″ nord, 3° 30′ 46″ est |                |                                                                            |             | Église Saint-Rémi d'Escardes                                           |
| Église Saint-Martin d'Esclavolles-Lurey                                       | Esclavolles-Lurey                             |         | 48° 33′ 10″ nord, 3° 39′ 14″ est |                |                                                                            |             | Église Saint-Martin d'Esclavolles-Lurey                                |
| Église Saint-Remi d'Esternay                                                  | Esternay                                      |         | 48° 43′ 56″ nord, 3° 33′ 28″ est |                |                                                                            |             | Église Saint-Remi d'Esternay                                           |
| Église Saint-Sulpice-Saint-Antoine d'Étoges                                   | Étoges                                        |         | 48° 52′ 50″ nord, 3° 51′ 20″ est | « IA51000014 » |                                                                            |             | Église Saint-Sulpice-Saint-Antoine d'Étoges                            |
| Église Saint-Maurice d'Étrepy                                                 | Étrepy                                        |         | 48° 45′ 48″ nord, 4° 48′ 26″ est | « PA00078706 » | Classé MH Chœur et transept                                                | 1916        | Église Saint-Maurice d'Étrepy                                          |
| Église Saint-Étienne d'Étréchy                                                | Étréchy                                       |         | 48° 53′ 06″ nord, 3° 56′ 36″ est |                |                                                                            |             | Église Saint-Étienne d'Étréchy                                         |
| Église Saint-Sébastien d'Euvy                                                 | Euvy                                          |         | 48° 43′ 11″ nord, 4° 01′ 43″ est | « PA00078707 » | Classé MH                                                                  | 1915        | Église Saint-Sébastien d'Euvy                                          |
| Église Saint-Rémi de Fagnières                                                | Fagnières                                     |         | 48° 57′ 55″ nord, 4° 19′ 00″ est |                |                                                                            |             | Église Saint-Rémi de Fagnières                                         |
| Église Saint-Pierre-Saint-Paul de Faux-Fresnay                                | Faux-Fresnay                                  |         | 48° 38′ 41″ nord, 3° 56′ 30″ est |                |                                                                            |             | Église Saint-Pierre-Saint-Paul de Faux-Fresnay                         |
| Église Notre-Dame de Faux-sur-Coole                                           | Faux-Vésigneul                                |         | 48° 46′ 49″ nord, 4° 24′ 06″ est | « PA00078708 » | Inscrit MH                                                                 | 1934        | Église Notre-Dame de Faux-sur-Coole                                    |
| Église de la Nativité-de-Saint-Jean-Baptiste de Fontaine-sur-Coole            | Faux-Vésigneul                                |         | 48° 47′ 51″ nord, 4° 22′ 57″ est |                |                                                                            |             | Image manquante Téléverser                                             |
| Église Saint-Étienne de Vésigneul-sur-Coole                                   | Faux-Vésigneul                                |         | 48° 47′ 08″ nord, 4° 23′ 42″ est |                |                                                                            |             | Image manquante Téléverser                                             |
| Église Saint-Hippolyte de Faverolles-et-Coëmy                                 | Faverolles-et-Coëmy                           |         | 49° 14′ 07″ nord, 3° 47′ 38″ est |                |                                                                            |             | Église Saint-Hippolyte de Faverolles-et-Coëmy                          |
| Église Saint-Martin de Favresse                                               | Favresse                                      |         | 48° 43′ 06″ nord, 4° 44′ 03″ est | « PA00078709 » | Classé MH                                                                  | 1915        | Église Saint-Martin de Favresse                                        |
| Église Saint-Laurent de Festigny                                              | Festigny                                      |         | 49° 03′ 07″ nord, 3° 44′ 39″ est | « PA00078710 » | Classé MH                                                                  | 1921        | Église Saint-Laurent de Festigny                                       |
| Église Sainte-Macre de Fismes                                                 | Fismes                                        |         | 49° 18′ 27″ nord, 3° 41′ 04″ est | « PA00078711 » | Classé MH                                                                  | 1919        | Église Sainte-Macre de Fismes                                          |
| Église Saint-Thibaud de Flavigny                                              | Flavigny                                      |         | 48° 58′ 33″ nord, 4° 03′ 46″ est |                |                                                                            |             | Église Saint-Thibaud de Flavigny                                       |
| Église Saint-Maur de Fleury-la-Rivière                                        | Fleury-la-Rivière                             |         | 49° 05′ 54″ nord, 3° 53′ 05″ est |                |                                                                            |             | Église Saint-Maur de Fleury-la-Rivière                                 |
| Église de l'Invention-de-Saint-Étienne de Florent-en-Argonne                  | Florent-en-Argonne                            |         | 49° 08′ 05″ nord, 4° 57′ 14″ est |                |                                                                            |             | Image manquante Téléverser                                             |
| Église Saint-Quentin de Fontaine-Denis-Nuisy                                  | Fontaine-Denis-Nuisy                          |         | 48° 37′ 26″ nord, 3° 41′ 13″ est |                |                                                                            |             | Église Saint-Quentin de Fontaine-Denis-Nuisy                           |
| Église Saint-Remy de Fontaine-en-Dormois                                      | Fontaine-en-Dormois                           |         | 49° 14′ 18″ nord, 4° 43′ 07″ est | « IA00059987 » |                                                                            |             | Église Saint-Remy de Fontaine-en-Dormois                               |
| Église Saint-Aignan de Fontaine-sur-Ay                                        | Fontaine-sur-Ay                               |         | 49° 04′ 51″ nord, 4° 04′ 18″ est |                |                                                                            |             | Église Saint-Aignan de Fontaine-sur-Ay                                 |
| Église Saint-Nicolas-et-Saint-Gérald de Francheville                          | Francheville                                  |         | 48° 53′ 26″ nord, 4° 32′ 33″ est | « PA00078713 » | Inscrit MH Chœur et clocher                                                | 1937        | Église Saint-Nicolas-et-Saint-Gérald de Francheville                   |
| Église Saint-Martin de Fresne-lès-Reims                                       | Fresne-lès-Reims                              |         | 49° 20′ 20″ nord, 4° 05′ 54″ est |                |                                                                            |             | Église Saint-Martin de Fresne-lès-Reims                                |
| Église Saint-Louvent de Frignicourt                                           | Frignicourt                                   |         | 48° 41′ 50″ nord, 4° 35′ 25″ est |                |                                                                            |             | Église Saint-Louvent de Frignicourt                                    |
| Église Sainte-Madeleine de Fromentières                                       | Fromentières                                  |         | 48° 53′ 23″ nord, 3° 42′ 26″ est |                |                                                                            |             | Église Sainte-Madeleine de Fromentières                                |
| Église Saint-Timothée de Fère-Champenoise                                     | Fère-Champenoise                              |         | 48° 45′ 12″ nord, 3° 59′ 32″ est |                |                                                                            |             | Église Saint-Timothée de Fère-Champenoise                              |
| Église Saint-Martin de Normée                                                 | Fère-Champenoise                              |         | 48° 47′ 14″ nord, 4° 04′ 19″ est |                |                                                                            |             | Église Saint-Martin de Normée                                          |
| Église Saint-Médard de Fèrebrianges                                           | Fèrebrianges                                  |         | 48° 52′ 26″ nord, 3° 50′ 31″ est | « IA51000015 » |                                                                            |             | Église Saint-Médard de Fèrebrianges                                    |
| Église Saint-Denis de Gaye                                                    | Gaye                                          |         | 48° 41′ 07″ nord, 3° 48′ 14″ est |                |                                                                            |             | Église Saint-Denis de Gaye                                             |
| Église Sainte-Croix de Germaine                                               | Germaine                                      |         | 49° 06′ 50″ nord, 4° 01′ 54″ est |                |                                                                            |             | Église Sainte-Croix de Germaine                                        |
| Église Notre-Dame de Germigny                                                 | Germigny                                      |         | 49° 14′ 44″ nord, 3° 52′ 01″ est |                |                                                                            |             | Église Notre-Dame de Germigny                                          |
| Église Saint-Martin de Germinon                                               | Germinon                                      |         | 48° 52′ 46″ nord, 4° 09′ 21″ est |                |                                                                            |             | Église Saint-Martin de Germinon                                        |
| Église Saint-Laurent de Champaubert                                           | Giffaumont-Champaubert                        |         | 48° 33′ 36″ nord, 4° 47′ 18″ est |                |                                                                            |             | Église Saint-Laurent de Champaubert                                    |
| Église Sainte-Marie-Madeleine de Giffaumont                                   | Giffaumont-Champaubert                        |         | 48° 33′ 14″ nord, 4° 45′ 09″ est |                |                                                                            |             | Image manquante Téléverser                                             |
| Église Saint-Denis de Bussy-aux-Bois                                          | Gigny-Bussy                                   |         | 48° 37′ 06″ nord, 4° 34′ 47″ est | « PA00078714 » | Inscrit MH                                                                 | 1944        | Église Saint-Denis de Bussy-aux-Bois                                   |
| Église Sainte-Julienne de Gigny-aux-Bois                                      | Gigny-Bussy                                   |         | 48° 36′ 20″ nord, 4° 34′ 15″ est |                |                                                                            |             | Image manquante Téléverser                                             |
| Église Saint-Ferréol-et-Saint-Georges de Gionges                              | Gionges                                       |         | 48° 56′ 06″ nord, 3° 58′ 53″ est |                |                                                                            |             | Église Saint-Ferréol-et-Saint-Georges de Gionges                       |
| Église Saint-Laurent de Givry-en-Argonne                                      | Givry-en-Argonne                              |         | 48° 56′ 59″ nord, 4° 53′ 15″ est |                |                                                                            |             | Église Saint-Laurent de Givry-en-Argonne                               |
| Église Saint-Pierre de Givry-lès-Loisy                                        | Givry-lès-Loisy                               |         | 48° 53′ 40″ nord, 3° 54′ 46″ est |                |                                                                            |             | Église Saint-Pierre de Givry-lès-Loisy                                 |
| Église Saint-Pierre de Gizaucourt                                             | Gizaucourt                                    |         | 49° 03′ 12″ nord, 4° 47′ 09″ est |                |                                                                            |             | Image manquante Téléverser                                             |
| Église Saint-Maurice de Gourgançon                                            | Gourgançon                                    |         | 48° 41′ 19″ nord, 4° 01′ 22″ est | « PA00078715 » | Classé MH                                                                  | 1915        | Église Saint-Maurice de Gourgançon                                     |
| Église Saint-Maurice de Granges-sur-Aube                                      | Granges-sur-Aube                              |         | 48° 34′ 57″ nord, 3° 51′ 05″ est |                |                                                                            |             | Image manquante Téléverser                                             |
| Église Saint-Nicolas de Gratreuil                                             | Gratreuil                                     |         | 49° 14′ 46″ nord, 4° 41′ 49″ est | « IA00059993 » |                                                                            |             | Église Saint-Nicolas de Gratreuil                                      |
| Église de la Nativité-de-la-Sainte-Vierge de Grauves                          | Grauves                                       |         | 48° 58′ 31″ nord, 3° 58′ 00″ est |                |                                                                            |             | Église de la Nativité-de-la-Sainte-Vierge de Grauves                   |
| Église Saint-Timothée-et-Saint-Apollinaire de Gueux                           | Gueux                                         |         | 49° 14′ 56″ nord, 3° 54′ 34″ est |                |                                                                            |             | Église Saint-Timothée-et-Saint-Apollinaire de Gueux                    |
| Église Notre-Dame-du-Soldat de Hans                                           | Hans                                          |         | 49° 06′ 33″ nord, 4° 44′ 54″ est | « PA00078716 » | Classé MH                                                                  | 1943        | Église Notre-Dame-du-Soldat de Hans                                    |
| Église Saint-Pierre d'Haussignémont                                           | Haussignémont                                 |         | 48° 43′ 04″ nord, 4° 45′ 14″ est |                |                                                                            |             | Église Saint-Pierre d'Haussignémont                                    |
| Église Saint-Eusèbe d'Haussimont                                              | Haussimont                                    |         | 48° 44′ 51″ nord, 4° 10′ 02″ est |                |                                                                            |             | Image manquante Téléverser                                             |
| Église Saint-Louvent d'Hauteville                                             | Hauteville                                    |         | 48° 38′ 18″ nord, 4° 46′ 03″ est |                |                                                                            |             | Église Saint-Louvent d'Hauteville                                      |
| Abbatiale Saint-Syndulphe de Hautvillers                                      | Hautvillers                                   |         | 49° 04′ 55″ nord, 3° 56′ 28″ est |                |                                                                            |             | Abbatiale Saint-Syndulphe de Hautvillers                               |
| Église Saint-Maurice de Heiltz-l'Évêque                                       | Heiltz-l'Évêque                               |         | 48° 46′ 47″ nord, 4° 44′ 44″ est | « PA00078718 » | Inscrit MH                                                                 | 1934        | Église Saint-Maurice de Heiltz-l'Évêque                                |
| Église Saint-Remi d'Heiltz-le-Hutier                                          | Heiltz-le-Hutier                              |         | 48° 41′ 16″ nord, 4° 46′ 07″ est |                |                                                                            |             | Église Saint-Remi d'Heiltz-le-Hutier                                   |
| Église Saint-Maurice de Heiltz-le-Maurupt                                     | Heiltz-le-Maurupt                             |         | 48° 47′ 37″ nord, 4° 48′ 46″ est | « PA00078719 » | Classé MH                                                                  | 1915        | Église Saint-Maurice de Heiltz-le-Maurupt                              |
| Église Saint-Sauveur d'Hermonville                                            | Hermonville                                   |         | 49° 20′ 11″ nord, 3° 54′ 34″ est | « PA00078720 » | Classé MH                                                                  | 1919        | Église Saint-Sauveur d'Hermonville                                     |
| Église Saint-Georges d'Herpont                                                | Herpont                                       |         | 48° 59′ 50″ nord, 4° 43′ 53″ est |                |                                                                            |             | Église Saint-Georges d'Herpont                                         |
| Église Sainte-Marie-Madeleine d'Heutrégiville                                 | Heutrégiville                                 |         | 49° 19′ 35″ nord, 4° 15′ 51″ est |                |                                                                            |             | Église Sainte-Marie-Madeleine d'Heutrégiville                          |
| Église Saint-Ruffin-et-Saint-Valère d'Hourges                                 | Hourges                                       |         | 49° 16′ 57″ nord, 3° 46′ 09″ est |                |                                                                            |             | Église Saint-Ruffin-et-Saint-Valère d'Hourges                          |
| Église Saint-Martin d'Huiron                                                  | Huiron                                        |         | 48° 42′ 07″ nord, 4° 32′ 24″ est | « PA00078721 » | Classé MH                                                                  | 1915        | Église Saint-Martin d'Huiron                                           |
| Église de la Nativité-de-la-Sainte-Vierge d'Humbauville                       | Humbauville                                   |         | 48° 39′ 32″ nord, 4° 24′ 58″ est | « PA00078722 » | Classé MH                                                                  | 1942        | Église de la Nativité-de-la-Sainte-Vierge d'Humbauville                |
| Église Saint-Martin de Comblizy                                               | Igny-Comblizy                                 |         | 49° 02′ 12″ nord, 3° 42′ 00″ est |                |                                                                            |             | Image manquante Téléverser                                             |
| Église Saint-Nicolas d'Igny                                                   | Igny-Comblizy                                 |         | 49° 01′ 07″ nord, 3° 42′ 53″ est |                |                                                                            |             | Église Saint-Nicolas d'Igny                                            |
| Église Saint-Denis d'Isle-sur-Marne                                           | Isle-sur-Marne                                |         | 48° 38′ 28″ nord, 4° 41′ 24″ est |                |                                                                            |             | Image manquante Téléverser                                             |
| Église Saint Rémi d'Isles-sur-Suippe                                          | Isles-sur-Suippe                              |         | 49° 21′ 23″ nord, 4° 12′ 02″ est |                |                                                                            |             | Église Saint Rémi d'Isles-sur-Suippe                                   |
| Église Saint-Martin d'Isse                                                    | Isse                                          |         | 49° 03′ 58″ nord, 4° 12′ 30″ est |                |                                                                            |             | Église Saint-Martin d'Isse                                             |
| Église Saint-Léger de Janvilliers                                             | Janvilliers                                   |         | 48° 53′ 43″ nord, 3° 38′ 57″ est |                |                                                                            |             | Image manquante Téléverser                                             |
| Église Saint-Rémi de Janvry                                                   | Janvry                                        |         | 49° 14′ 45″ nord, 3° 52′ 35″ est |                |                                                                            |             | Église Saint-Rémi de Janvry                                            |
| Église des Saints-Innocents de Joiselle                                       | Joiselle                                      |         | 48° 46′ 10″ nord, 3° 31′ 00″ est |                |                                                                            |             | Église des Saints-Innocents de Joiselle                                |
| Église Saint-Pierre-ès-Liens de Jonchery-sur-Suippe                           | Jonchery-sur-Suippe                           |         | 49° 09′ 32″ nord, 4° 28′ 30″ est |                |                                                                            |             | Église Saint-Pierre-ès-Liens de Jonchery-sur-Suippe                    |
| Église Saint-Georges de Jonchery-sur-Vesle                                    | Jonchery-sur-Vesle                            |         | 49° 17′ 15″ nord, 3° 48′ 47″ est |                |                                                                            |             | Église Saint-Georges de Jonchery-sur-Vesle                             |
| Église Saint-Martin de Jonquery                                               | Jonquery                                      |         | 49° 08′ 46″ nord, 3° 47′ 23″ est | « PA00078726 » | Classé MH                                                                  | 1919        | Église Saint-Martin de Jonquery                                        |
| Église Notre-Dame de Jouy-lès-Reims                                           | Jouy-lès-Reims                                |         | 49° 12′ 53″ nord, 3° 55′ 45″ est |                |                                                                            |             | Église Notre-Dame de Jouy-lès-Reims                                    |
| Église Sainte-Menehould de Jussecourt-Minecourt                               | Jussecourt-Minecourt                          |         | 48° 47′ 27″ nord, 4° 47′ 35″ est |                |                                                                            |             | Image manquante Téléverser                                             |
| Église Saint-Laurent de Jussecourt-Minecourt                                  | Jussecourt-Minecourt                          |         | 48° 47′ 17″ nord, 4° 47′ 00″ est |                |                                                                            |             | Église Saint-Laurent de Jussecourt-Minecourt                           |
| Église Notre-Dame de Juvigny                                                  | Juvigny                                       |         | 49° 01′ 09″ nord, 4° 15′ 44″ est |                |                                                                            |             | Église Notre-Dame de Juvigny                                           |
| Église Saint-Ephrem de Jâlons                                                 | Jâlons                                        |         | 49° 00′ 37″ nord, 4° 11′ 14″ est | « PA00078725 » | Classé MH                                                                  | 1912        | Église Saint-Ephrem de Jâlons                                          |
| Basilique Notre-Dame de l'Épine                                               | L'Épine                                       |         | 48° 58′ 38″ nord, 4° 28′ 13″ est | « PA00078702 » | Classé MH                                                                  | 1840        | Basilique Notre-Dame de l'Épine                                        |
| Église Saint-Pierre-ès-liens de La Caure                                      | La Caure                                      |         | 48° 54′ 47″ nord, 3° 47′ 25″ est | « IA51000005 » |                                                                            |             | Église Saint-Pierre-ès-liens de La Caure                               |
| Église de la Trinité de La Celle-sous-Chantemerle                             | La Celle-sous-Chantemerle                     |         | 48° 36′ 46″ nord, 3° 40′ 43″ est |                |                                                                            |             | Église de la Trinité de La Celle-sous-Chantemerle                      |
| Église Sainte-Menehould de la Chapelle                                        | La Chapelle-Felcourt                          |         | 49° 02′ 43″ nord, 4° 45′ 13″ est |                |                                                                            |             | Image manquante Téléverser                                             |
| Église Saint-Pierre de La Chapelle-Lasson                                     | La Chapelle-Lasson                            |         | 48° 37′ 21″ nord, 3° 49′ 56″ est | « PA00078657 » | Classé MH                                                                  | 1972        | Église Saint-Pierre de La Chapelle-Lasson                              |
| Église Saint-Pierre de La Chapelle-sous-Orbais                                | La Chapelle-sous-Orbais                       |         | 48° 54′ 37″ nord, 3° 43′ 55″ est | « IA51000008 » |                                                                            |             | Église Saint-Pierre de La Chapelle-sous-Orbais                         |
| Église Saint-Pierre de Coulmiers                                              | La Chaussée-sur-Marne                         |         | 48° 49′ 59″ nord, 4° 31′ 29″ est | « PA00078664 » | Classé MH                                                                  | 1930        | Église Saint-Pierre de Coulmiers                                       |
| Église Saint-Martin de Mutigny de La Chaussée-sur-Marne                       | La Chaussée-sur-Marne                         |         | 48° 50′ 09″ nord, 4° 30′ 43″ est |                |                                                                            |             | Image manquante Téléverser                                             |
| Église Saint-Martin de La Cheppe                                              | La Cheppe                                     |         | 49° 03′ 06″ nord, 4° 30′ 01″ est |                |                                                                            |             | Église Saint-Martin de La Cheppe                                       |
| Église Saint-Sylvin de La Croix-en-Champagne                                  | La Croix-en-Champagne                         |         | 49° 04′ 02″ nord, 4° 38′ 52″ est |                |                                                                            |             | Image manquante Téléverser                                             |
| Église Saint-Barthélemy de La Forestière                                      | La Forestière                                 |         | 48° 39′ 26″ nord, 3° 35′ 37″ est |                |                                                                            |             | Image manquante Téléverser                                             |
| Église de la Nativité-de-Notre-Dame de La Neuville-au-Pont                    | La Neuville-au-Pont                           |         | 49° 07′ 26″ nord, 4° 51′ 26″ est | « PA00078750 » | Classé MH                                                                  | 1922        | Image manquante Téléverser                                             |
| Église Saint-Remi de La Neuville-aux-Bois                                     | La Neuville-aux-Bois                          |         | 48° 58′ 08″ nord, 4° 53′ 19″ est |                |                                                                            |             | Église Saint-Remi de La Neuville-aux-Bois                              |
| Église Notre-Dame de La Neuville-aux-Larris                                   | La Neuville-aux-Larris                        |         | 49° 08′ 34″ nord, 3° 50′ 28″ est |                |                                                                            |             | Église Notre-Dame de La Neuville-aux-Larris                            |
| Église Saint-Maurice de La Noue                                               | La Noue                                       |         | 48° 44′ 35″ nord, 3° 36′ 38″ est |                |                                                                            |             | Église Saint-Maurice de La Noue                                        |
| Église Sainte-Marie-Madeleine de La Veuve                                     | La Veuve                                      |         | 49° 01′ 46″ nord, 4° 19′ 05″ est |                |                                                                            |             | Église Sainte-Marie-Madeleine de La Veuve                              |
| Église Saint-Martin de La Ville-sous-Orbais                                   | La Ville-sous-Orbais                          |         | 48° 57′ 43″ nord, 3° 40′ 41″ est | « IA51000023 » |                                                                            |             | Église Saint-Martin de La Ville-sous-Orbais                            |
| Église Saint-Nicolas de La Villeneuve-lès-Charleville                         | La Villeneuve-lès-Charleville                 |         | 48° 48′ 30″ nord, 3° 41′ 29″ est | « PA00078898 » | Classé MH                                                                  | 1916        | Église Saint-Nicolas de La Villeneuve-lès-Charleville                  |
| Église Saints-Gervais-et-Protais de Lachy                                     | Lachy                                         |         | 48° 46′ 10″ nord, 3° 42′ 31″ est |                |                                                                            |             | Église Saints-Gervais-et-Protais de Lachy                              |
| Église Saint-Martin de Lagery                                                 | Lagery                                        |         | 49° 12′ 31″ nord, 3° 44′ 43″ est | « PA00078728 » | Classé MH                                                                  | 1920        | Église Saint-Martin de Lagery                                          |
| Église Saint-Cyriaque de Landricourt                                          | Landricourt                                   |         | 48° 36′ 59″ nord, 4° 48′ 35″ est |                |                                                                            |             | Église Saint-Cyriaque de Landricourt                                   |
| Église Saint-Georges de Larzicourt                                            | Larzicourt                                    |         | 48° 38′ 06″ nord, 4° 42′ 53″ est | « PA00078730 » | Classé MH                                                                  | 1989        | Église Saint-Georges de Larzicourt                                     |
| Église Saint-Pierre de Laval-sur-Tourbe                                       | Laval-sur-Tourbe                              |         | 49° 08′ 15″ nord, 4° 41′ 01″ est |                |                                                                            |             | Image manquante Téléverser                                             |
| Église Saint-Lambert de Lavannes                                              | Lavannes                                      |         | 49° 18′ 51″ nord, 4° 10′ 14″ est | « PA00078731 » | Classé MH                                                                  | 1911        | Église Saint-Lambert de Lavannes                                       |
| Église Saint-Sénéric du Baizil                                                | Le Baizil                                     |         | 48° 58′ 11″ nord, 3° 47′ 40″ est | « IA51000001 » |                                                                            |             | Église Saint-Sénéric du Baizil                                         |
| Église Saint-Martin du Breuil                                                 | Le Breuil                                     |         | 48° 58′ 31″ nord, 3° 38′ 46″ est | « PA00078599 » | Inscrit MH                                                                 | 1986        | Église Saint-Martin du Breuil                                          |
| Église de la Nativité-de-la-Sainte-Vierge du Buisson                          | Le Buisson                                    |         | 48° 45′ 40″ nord, 4° 44′ 56″ est |                |                                                                            |             | Image manquante Téléverser                                             |
| Église Saint-Claude du Chemin                                                 | Le Chemin                                     |         | 49° 00′ 19″ nord, 4° 58′ 15″ est |                |                                                                            |             | Église Saint-Claude du Chemin                                          |
| Église de la Nativité-de-la-Vierge du Châtelier                               | Le Châtelier                                  |         | 48° 56′ 15″ nord, 4° 54′ 08″ est |                |                                                                            |             | Image manquante Téléverser                                             |
| Église de l'Assomption du Fresne                                              | Le Fresne                                     |         | 48° 54′ 36″ nord, 4° 38′ 20″ est |                |                                                                            |             | Image manquante Téléverser                                             |
| Église Saint-Nicolas du Gault-Soigny                                          | Le Gault-Soigny                               |         | 48° 48′ 57″ nord, 3° 35′ 34″ est |                |                                                                            |             | Église Saint-Nicolas du Gault-Soigny                                   |
| Église Saint-Pierre de Soigny                                                 | Le Gault-Soigny                               |         | 48° 49′ 49″ nord, 3° 37′ 23″ est |                |                                                                            |             | Image manquante Téléverser                                             |
| Église Saint-Espain du Meix-Saint-Epoing                                      | Le Meix-Saint-Epoing                          |         | 48° 41′ 59″ nord, 3° 39′ 06″ est |                |                                                                            |             | Église Saint-Espain du Meix-Saint-Epoing                               |
| Église Saint-Quentin du Meix-Tiercelin                                        | Le Meix-Tiercelin                             |         | 48° 38′ 13″ nord, 4° 24′ 54″ est | « PA00078744 » | Inscrit MH                                                                 | 1928        | Église Saint-Quentin du Meix-Tiercelin                                 |
| Église Saint-Nicolas du Mesnil-sur-Oger                                       | Le Mesnil-sur-Oger                            |         | 48° 56′ 45″ nord, 4° 01′ 03″ est |                |                                                                            |             | Église Saint-Nicolas du Mesnil-sur-Oger                                |
| Église Saint-Nicolas du Thoult                                                | Le Thoult-Trosnay                             |         | 48° 51′ 01″ nord, 3° 41′ 23″ est | « PA00078875 » | Classé MH                                                                  | 1922        | Église Saint-Nicolas du Thoult                                         |
| Église Saint-Pierre-et-Saint-Paul du Vieil-Dampierre                          | Le Vieil-Dampierre                            |         | 48° 58′ 56″ nord, 4° 53′ 11″ est |                |                                                                            |             | Image manquante Téléverser                                             |
| Église Saint-Leu-et-Saint-Gilles du Vézier                                    | Le Vézier                                     |         | 48° 47′ 43″ nord, 3° 27′ 34″ est |                |                                                                            |             | Église Saint-Leu-et-Saint-Gilles du Vézier                             |
| Église Saint-Étienne de Lenharrée                                             | Lenharrée                                     |         | 48° 46′ 34″ nord, 4° 06′ 57″ est |                |                                                                            |             | Église Saint-Étienne de Lenharrée                                      |
| Église de la Nativité-de-la-Sainte-Vierge des Charmontois                     | Les Charmontois                               |         | 48° 58′ 04″ nord, 5° 00′ 05″ est |                |                                                                            |             | Image manquante Téléverser                                             |
| Église Saint-Michel des Essarts-le-Vicomte                                    | Les Essarts-le-Vicomte                        |         | 48° 39′ 37″ nord, 3° 33′ 18″ est |                |                                                                            |             | Église Saint-Michel des Essarts-le-Vicomte                             |
| Église de l'Assomption des Essarts-lès-Sézanne                                | Les Essarts-lès-Sézanne                       |         | 48° 45′ 06″ nord, 3° 39′ 01″ est |                |                                                                            |             | Image manquante Téléverser                                             |
| Église Saint-Nicolas des Grandes-Loges                                        | Les Grandes-Loges                             |         | 49° 03′ 57″ nord, 4° 17′ 35″ est |                |                                                                            |             | Église Saint-Nicolas des Grandes-Loges                                 |
| Église Sainte-Hélène des Istres                                               | Les Istres-et-Bury                            |         | 48° 58′ 57″ nord, 4° 04′ 53″ est | « PA00078724 » | Classé MH                                                                  | 1927        | Église Sainte-Hélène des Istres                                        |
| Église Sainte-Hélène de Bury                                                  | Les Istres-et-Bury                            |         | 48° 59′ 05″ nord, 4° 05′ 21″ est |                |                                                                            |             | Image manquante Téléverser                                             |
| Église Saint-Remi des Mesneux                                                 | Les Mesneux                                   |         | 49° 13′ 11″ nord, 3° 57′ 36″ est |                |                                                                            |             | Église Saint-Remi des Mesneux                                          |
| Église Saint-Pierre des Petites-Loges                                         | Les Petites-Loges                             |         | 49° 08′ 18″ nord, 4° 13′ 34″ est |                |                                                                            |             | Église Saint-Pierre des Petites-Loges                                  |
| Église Notre-Dame d'Henruel                                                   | Les Rivières-Henruel                          |         | 48° 38′ 50″ nord, 4° 33′ 44″ est |                |                                                                            |             | Image manquante Téléverser                                             |
| Église Sainte-Madeleine des Rivières-Henruel                                  | Les Rivières-Henruel                          |         | 48° 39′ 23″ nord, 4° 33′ 48″ est |                |                                                                            |             | Église Sainte-Madeleine des Rivières-Henruel                           |
| Église Saint-Martin de Leuvrigny                                              | Leuvrigny                                     |         | 49° 04′ 10″ nord, 3° 45′ 31″ est |                |                                                                            |             | Image manquante Téléverser                                             |
| Église Saint-Nicolas de Lhéry                                                 | Lhéry                                         |         | 49° 12′ 39″ nord, 3° 45′ 49″ est | « PA00078732 » | Classé MH                                                                  | 1921        | Église Saint-Nicolas de Lhéry                                          |
| Église Saint-Remi de Lignon                                                   | Lignon                                        |         | 48° 35′ 14″ nord, 4° 31′ 59″ est |                |                                                                            |             | Image manquante Téléverser                                             |
| Église Saint-Memmie de Linthelles                                             | Linthelles                                    |         | 48° 42′ 59″ nord, 3° 49′ 35″ est |                |                                                                            |             | Église Saint-Memmie de Linthelles                                      |
| Église Saint-Pierre de Linthes                                                | Linthes                                       |         | 48° 43′ 48″ nord, 3° 50′ 44″ est |                |                                                                            |             | Église Saint-Pierre de Linthes                                         |
| Église Saint-Michel de Lisse-en-Champagne                                     | Lisse-en-Champagne                            |         | 48° 48′ 51″ nord, 4° 38′ 33″ est |                |                                                                            |             | Église Saint-Michel de Lisse-en-Champagne                              |
| Église Saint-Martin de Louvercy                                               | Livry-Louvercy                                |         | 49° 06′ 33″ nord, 4° 19′ 09″ est |                |                                                                            |             | Église Saint-Martin de Louvercy                                        |
| Église Saint-Remi de Livry                                                    | Livry-Louvercy                                |         | 49° 06′ 54″ nord, 4° 18′ 30″ est |                |                                                                            |             | Église Saint-Remi de Livry                                             |
| Église Saint-Georges de Loisy-en-Brie                                         | Loisy-en-Brie                                 |         | 48° 53′ 01″ nord, 3° 54′ 01″ est | « PA00078733 » | Classé MH                                                                  | 1981        | Église Saint-Georges de Loisy-en-Brie                                  |
| Église Saint-Juvin de Loisy-sur-Marne                                         | Loisy-sur-Marne                               |         | 48° 45′ 34″ nord, 4° 32′ 39″ est |                |                                                                            |             | Église Saint-Juvin de Loisy-sur-Marne                                  |
| Église Saint-Rémi de Loivre                                                   | Loivre                                        |         | 49° 20′ 46″ nord, 3° 58′ 50″ est |                |                                                                            |             | Église Saint-Rémi de Loivre                                            |
| Église Saint-Hippolyte de Louvois                                             | Louvois                                       |         | 49° 06′ 03″ nord, 4° 06′ 58″ est |                |                                                                            |             | Église Saint-Hippolyte de Louvois                                      |
| Église Saint-Jean-Baptiste de Ludes                                           | Ludes                                         |         | 49° 09′ 08″ nord, 4° 04′ 47″ est |                |                                                                            |             | Église Saint-Jean-Baptiste de Ludes                                    |
| Église Saint-Étienne de Luxémont                                              | Luxémont-et-Villotte                          |         | 48° 41′ 42″ nord, 4° 38′ 03″ est |                |                                                                            |             | Église Saint-Étienne de Luxémont                                       |
| Église Saint-Nicolas de Villotte                                              | Luxémont-et-Villotte                          |         | 48° 42′ 10″ nord, 4° 38′ 38″ est |                |                                                                            |             | Image manquante Téléverser                                             |
| Église Saint-Nicolas de Maffrécourt                                           | Maffrécourt                                   |         | 49° 07′ 02″ nord, 4° 49′ 04″ est |                |                                                                            |             | Image manquante Téléverser                                             |
| Église Sainte-Marie de Magenta                                                | Magenta                                       |         | 49° 03′ 03″ nord, 3° 58′ 05″ est |                |                                                                            |             | Église Sainte-Marie de Magenta                                         |
| Église Saint-Jean-Baptiste de Magneux                                         | Magneux                                       |         | 49° 18′ 20″ nord, 3° 43′ 21″ est | « PA00078734 » | Classé MH                                                                  | 1920        | Église Saint-Jean-Baptiste de Magneux                                  |
| Église Saint-Calixte de Mailly-Champagne                                      | Mailly-Champagne                              |         | 49° 09′ 08″ nord, 4° 06′ 50″ est |                |                                                                            |             | Église Saint-Calixte de Mailly-Champagne                               |
| Église Saint-Léger de Mairy-sur-Marne                                         | Mairy-sur-Marne                               |         | 48° 53′ 00″ nord, 4° 24′ 37″ est |                |                                                                            |             | Église Saint-Léger de Mairy-sur-Marne                                  |
| Église Saint-Pierre de Maisons-en-Champagne                                   | Maisons-en-Champagne                          |         | 48° 45′ 00″ nord, 4° 29′ 46″ est | « PA00078736 » | Classé MH                                                                  | 1862        | Église Saint-Pierre de Maisons-en-Champagne                            |
| Église Saint-Remi de Malmy                                                    | Malmy                                         |         | 49° 10′ 33″ nord, 4° 48′ 39″ est | « IA00059998 » |                                                                            |             | Image manquante Téléverser                                             |
| Église Saint-Hubert de Mancy                                                  | Mancy                                         |         | 48° 59′ 00″ nord, 3° 56′ 12″ est |                |                                                                            |             | Église Saint-Hubert de Mancy                                           |
| Église Saint-Ferréol de Marcilly-sur-Seine                                    | Marcilly-sur-Seine                            |         | 48° 33′ 32″ nord, 3° 42′ 55″ est |                |                                                                            |             | Image manquante Téléverser                                             |
| Église Saint-Thomas de Mardeuil                                               | Mardeuil                                      |         | 49° 03′ 16″ nord, 3° 55′ 49″ est |                |                                                                            |             | Église Saint-Thomas de Mardeuil                                        |
| Église Saint-Remi de Mareuil-en-Brie                                          | Mareuil-en-Brie                               |         | 48° 57′ 27″ nord, 3° 44′ 41″ est | « IA51000016 » |                                                                            |             | Image manquante Téléverser                                             |
| Église Saint-Remi de Mareuil-le-Port                                          | Mareuil-le-Port                               |         | 49° 04′ 56″ nord, 3° 44′ 49″ est | « PA00078737 » | Classé MH                                                                  | 1892        | Église Saint-Remi de Mareuil-le-Port                                   |
| Église Saint-André de Marfaux                                                 | Marfaux                                       |         | 49° 09′ 57″ nord, 3° 53′ 29″ est | « PA00078739 » | Classé MH                                                                  | 1923        | Église Saint-André de Marfaux                                          |
| Église Sainte-Marguerite de Margerie                                          | Margerie-Hancourt                             |         | 48° 33′ 21″ nord, 4° 31′ 28″ est | « PA00078740 » | Classé MH                                                                  | 1862        | Église Sainte-Marguerite de Margerie                                   |
| Église Saint-Christophe de Hancourt                                           | Margerie-Hancourt                             |         | 48° 33′ 51″ nord, 4° 32′ 15″ est |                |                                                                            |             | Image manquante Téléverser                                             |
| Église Saint-Sulpice de Margny                                                | Margny                                        |         | 48° 55′ 45″ nord, 3° 38′ 41″ est | « IA51000017 » |                                                                            |             | Église Saint-Sulpice de Margny                                         |
| Église Saint-Laurent de Marigny                                               | Marigny (Marne)Marigny                        |         | 48° 39′ 44″ nord, 3° 52′ 02″ est |                |                                                                            |             | Église Saint-Laurent de Marigny                                        |
| Église de l'Assomption de Marolles                                            | Marolles (Marne)Marolles                      |         | 48° 43′ 04″ nord, 4° 37′ 35″ est |                |                                                                            |             | Église de l'Assomption de Marolles                                     |
| Église Saint-Gengoult de Marsangis                                            | Marsangis                                     |         | 48° 36′ 28″ nord, 3° 50′ 16″ est |                |                                                                            |             | Église Saint-Gengoult de Marsangis                                     |
| Église Saint-Nicolas de Marson                                                | Marson                                        |         | 48° 54′ 43″ nord, 4° 31′ 35″ est | « PA00078741 » | Classé MH                                                                  | 1915        | Église Saint-Nicolas de Marson                                         |
| Église Saint-Maurice de Massiges                                              | Massiges                                      |         | 49° 11′ 15″ nord, 4° 44′ 59″ est | « IA00060003 » |                                                                            |             | Image manquante Téléverser                                             |
| Église Saint-Pierre de Matignicourt-Goncourt                                  | Matignicourt-Goncourt                         |         | 48° 40′ 36″ nord, 4° 41′ 01″ est |                |                                                                            |             | Église Saint-Pierre de Matignicourt-Goncourt                           |
| Église Saint-Georges de Matougues                                             | Matougues                                     |         | 48° 59′ 41″ nord, 4° 14′ 35″ est | « PA00078742 » | Classé MH                                                                  | 1986        | Église Saint-Georges de Matougues                                      |
| Église de l'Assomption de Maurupt-le-Montois                                  | Maurupt-le-Montois                            |         | 48° 44′ 59″ nord, 4° 51′ 03″ est | « PA00078743 » | Classé MH                                                                  | 1875        | Église de l'Assomption de Maurupt-le-Montois                           |
| Église Sainte-Marie-Madeleine de Merfy                                        | Merfy                                         |         | 49° 17′ 43″ nord, 3° 56′ 43″ est |                |                                                                            |             | Église Sainte-Marie-Madeleine de Merfy                                 |
| Église Saint-Martin de Merlaut                                                | Merlaut                                       |         | 48° 45′ 41″ nord, 4° 39′ 59″ est |                |                                                                            |             | Église Saint-Martin de Merlaut                                         |
| Église de la Nativité-de-la-Sainte-Vierge de Minaucourt-le-Mesnil-lès-Hurlus  | Minaucourt-le-Mesnil-lès-Hurlus               |         | 49° 10′ 13″ nord, 4° 42′ 58″ est |                |                                                                            |             | Image manquante Téléverser                                             |
| Église Saint-Pantaléon de Minaucourt-le-Mesnil-lès-Hurlus                     | Minaucourt-le-Mesnil-lès-Hurlus               |         | à géolocaliser                   |                |                                                                            |             | Image manquante Téléverser                                             |
| Église Saint-Marie-Madeleine de Moiremont                                     | Moiremont                                     |         | 49° 08′ 00″ nord, 4° 53′ 15″ est |                |                                                                            |             | Église Saint-Marie-Madeleine de Moiremont                              |
| Église Saint-Pierre-et-Saint-Paul de Moivre                                   | Moivre                                        |         | 48° 55′ 29″ nord, 4° 39′ 34″ est |                |                                                                            |             | Église Saint-Pierre-et-Saint-Paul de Moivre                            |
| Église Notre-Dame-de-l'Assomption de Moncetz-Longevas                         | Moncetz-Longevas                              |         | 48° 54′ 31″ nord, 4° 25′ 35″ est |                |                                                                            |             | Église Notre-Dame-de-l'Assomption de Moncetz-Longevas                  |
| Église Saint-Calixte de Moncetz-l'Abbaye                                      | Moncetz-l'Abbaye                              |         | 48° 38′ 53″ nord, 4° 39′ 23″ est |                |                                                                            |             | Église Saint-Calixte de Moncetz-l'Abbaye                               |
| Église de l'Assomption de Mondement-Montgivroux                               | Mondement-Montgivroux                         |         | 48° 47′ 12″ nord, 3° 46′ 32″ est | « PA51000026 » | Inscrit MH                                                                 | 2017        | Église de l'Assomption de Mondement-Montgivroux                        |
| Église Notre-Dame de Mont-sur-Courville                                       | Mont-sur-Courville                            |         | 49° 15′ 36″ nord, 3° 40′ 50″ est |                |                                                                            |             | Image manquante Téléverser                                             |
| Église Notre-Dame-en-Vaux de Montbré                                          | Montbré                                       |         | 49° 11′ 31″ nord, 4° 02′ 30″ est |                |                                                                            |             | Église Notre-Dame-en-Vaux de Montbré                                   |
| Église Saint-Rémi de Montgenost                                               | Montgenost                                    |         | 48° 35′ 49″ nord, 3° 35′ 45″ est |                |                                                                            |             | Église Saint-Rémi de Montgenost                                        |
| Église Saint-Nicolas de Monthelon                                             | Monthelon                                     |         | 48° 59′ 38″ nord, 3° 56′ 08″ est |                |                                                                            |             | Église Saint-Nicolas de Monthelon                                      |
| Église Saints-Pierre-et-Paul de Montigny-sur-Vesle                            | Montigny-sur-Vesle                            |         | 49° 18′ 47″ nord, 3° 48′ 12″ est |                |                                                                            |             | Église Saints-Pierre-et-Paul de Montigny-sur-Vesle                     |
| Église Saint-Étienne de Montmirail                                            | Montmirail                                    |         | 48° 52′ 09″ nord, 3° 32′ 14″ est |                |                                                                            |             | Église Saint-Étienne de Montmirail                                     |
| Église Saint-Georges de Courbetaux                                            | Montmirail                                    |         | 48° 51′ 18″ nord, 3° 33′ 22″ est |                |                                                                            |             | Image manquante Téléverser                                             |
| Église Saint-Laurent de Maclaunay                                             | Montmirail                                    |         | 48° 50′ 40″ nord, 3° 33′ 09″ est |                |                                                                            |             | Image manquante Téléverser                                             |
| Église Saints-Timothée-et-Symphorien de l'Échelle-le-Franc                    | Montmirail                                    |         | 48° 53′ 26″ nord, 3° 34′ 11″ est |                |                                                                            |             | Image manquante Téléverser                                             |
| Église Saint-Pierre-Saint-Paul de Montmort                                    | Montmort-Lucy                                 |         | 48° 55′ 23″ nord, 3° 49′ 01″ est | « PA00078748 » | Classé MH                                                                  | 1846        | Église Saint-Pierre-Saint-Paul de Montmort                             |
| Église Sainte-Colombe de Lucy                                                 | Montmort-Lucy                                 |         | 48° 56′ 14″ nord, 3° 48′ 19″ est | « IA51000019 » |                                                                            |             | Image manquante Téléverser                                             |
| Église Saint-Gengoult de Montépreux                                           | Montépreux                                    |         | 48° 42′ 45″ nord, 4° 08′ 15″ est |                |                                                                            |             | Image manquante Téléverser                                             |
| Église Saint-Denis de Morsains                                                | Morsains                                      |         | 48° 47′ 44″ nord, 3° 31′ 46″ est |                |                                                                            |             | Église Saint-Denis de Morsains                                         |
| Église Saint-Pierre-Saint-Paul de Moslins                                     | Moslins                                       |         | 48° 58′ 08″ nord, 3° 55′ 37″ est |                |                                                                            |             | Image manquante Téléverser                                             |
| Église Saint-Laurent de Mourmelon-le-Grand                                    | Mourmelon-le-Grand                            |         | 49° 08′ 25″ nord, 4° 21′ 58″ est |                |                                                                            |             | Église Saint-Laurent de Mourmelon-le-Grand                             |
| Église Saint-Basle de Mourmelon-le-Petit                                      | Mourmelon-le-Petit                            |         | 49° 07′ 48″ nord, 4° 18′ 44″ est |                |                                                                            |             | Église Saint-Basle de Mourmelon-le-Petit                               |
| Église de l'Immaculée-Conception de Moussy                                    | Moussy                                        |         | 49° 00′ 57″ nord, 3° 55′ 11″ est |                |                                                                            |             | Église de l'Immaculée-Conception de Moussy                             |
| Église Saint-Symphorien de Muizon                                             | Muizon                                        |         | 49° 16′ 34″ nord, 3° 53′ 23″ est |                |                                                                            |             | Église Saint-Symphorien de Muizon                                      |
| Église Saint-Martin de Mutigny                                                | Mutigny                                       |         | 49° 03′ 53″ nord, 4° 01′ 41″ est |                |                                                                            |             | Église Saint-Martin de Mutigny                                         |
| Église Saint-Gervais-et-Saint-Protais de Mécringes                            | Mécringes                                     |         | 48° 51′ 55″ nord, 3° 30′ 34″ est |                |                                                                            |             | Église Saint-Gervais-et-Saint-Protais de Mécringes                     |
| Église Saint-Nicaise de Méry-Prémecy                                          | Méry-Prémecy                                  |         | 49° 13′ 36″ nord, 3° 51′ 46″ est |                |                                                                            |             | Église Saint-Nicaise de Méry-Prémecy                                   |
| Église Saint-Quentin de Verdey                                                | Mœurs-Verdey                                  |         | 48° 44′ 40″ nord, 3° 41′ 44″ est |                |                                                                            |             | Église Saint-Quentin de Verdey                                         |
| Église Saint-Martin de Mœurs                                                  | Mœurs-Verdey                                  |         | 48° 43′ 37″ nord, 3° 40′ 47″ est | « PA51000023 » | Inscrit MH                                                                 | 2014        | Église Saint-Martin de Mœurs                                           |
| Église Saint-Pierre-aux-Liens de Nanteuil-la-Forêt                            | Nanteuil-la-Forêt                             |         | 49° 07′ 48″ nord, 3° 55′ 25″ est |                |                                                                            |             | Église Saint-Pierre-aux-Liens de Nanteuil-la-Forêt                     |
| Église Saint-Martin de Nesle-la-Reposte                                       | Nesle-la-Reposte                              |         | 48° 38′ 11″ nord, 3° 33′ 28″ est |                |                                                                            |             | Église Saint-Martin de Nesle-la-Reposte                                |
| Abbatiale de Nesle-la-Reposte                                                 | Nesle-la-Reposte                              |         | 48° 37′ 47″ nord, 3° 33′ 26″ est |                |                                                                            |             | Abbatiale de Nesle-la-Reposte                                          |
| Église Saint-André de Nesle-le-Repons                                         | Nesle-le-Repons                               |         | 49° 02′ 56″ nord, 3° 42′ 40″ est |                |                                                                            |             | Image manquante Téléverser                                             |
| Église Saint-Remi de Neuvy                                                    | Neuvy                                         |         | 48° 44′ 52″ nord, 3° 30′ 57″ est |                |                                                                            |             | Image manquante Téléverser                                             |
| Église Saint-Pierre de Nogent-l'Abbesse                                       | Nogent-l'Abbesse                              |         | 49° 15′ 16″ nord, 4° 09′ 20″ est |                |                                                                            |             | Église Saint-Pierre de Nogent-l'Abbesse                                |
| Église de l'Assomption de Noirlieu                                            | Noirlieu                                      |         | 48° 56′ 44″ nord, 4° 48′ 42″ est |                |                                                                            |             | Image manquante Téléverser                                             |
| Église Saint-Martin de Norrois                                                | Norrois                                       |         | 48° 40′ 14″ nord, 4° 37′ 32″ est | « PA00078751 » | Inscrit MH Chœur, travée d'avant-chœur et clocher                          | 1939        | Église Saint-Martin de Norrois                                         |
| Église Saint-Étienne de Nuisement-sur-Coole                                   | Nuisement-sur-Coole                           |         | 48° 52′ 33″ nord, 4° 18′ 36″ est |                |                                                                            |             | Église Saint-Étienne de Nuisement-sur-Coole                            |
| Église Saint-Memmie d'Œuilly                                                  | Œuilly                                        |         | 49° 04′ 25″ nord, 3° 47′ 41″ est | « PA00078752 » | Classé MH                                                                  | 1923        | Église Saint-Memmie d'Œuilly                                           |
| Église Saint-Laurent d'Oger                                                   | Oger                                          |         | 48° 57′ 34″ nord, 4° 00′ 33″ est |                |                                                                            |             | Église Saint-Laurent d'Oger                                            |
| Église Saint-Quentin d'Ognes                                                  | Ognes                                         |         | 48° 42′ 00″ nord, 3° 54′ 35″ est |                |                                                                            |             | Église Saint-Quentin d'Ognes                                           |
| Église Saint-Hilaire d'Oiry                                                   | Oiry                                          |         | 49° 01′ 27″ nord, 4° 03′ 12″ est |                |                                                                            |             | Église Saint-Hilaire d'Oiry                                            |
| Église Saint-Remi d'Olizy                                                     | Olizy                                         |         | 49° 08′ 54″ nord, 3° 45′ 24″ est | « PA00078754 » | Classé MH                                                                  | 1921        | Église Saint-Remi d'Olizy                                              |
| Église Saint-Pierre-et-Saint-Paul d'Omey                                      | Omey                                          |         | 48° 50′ 53″ nord, 4° 29′ 34″ est |                |                                                                            |             | Image manquante Téléverser                                             |
| Abbatiale Saint-Pierre d'Orbais                                               | Orbais-l'Abbaye                               |         | 48° 57′ 03″ nord, 3° 42′ 03″ est | « PA00078755 » | Classé MH                                                                  | 1840        | Abbatiale Saint-Pierre d'Orbais                                        |
| Église Saint-Georges d'Orconte                                                | Orconte                                       |         | 48° 40′ 13″ nord, 4° 44′ 11″ est |                |                                                                            |             | Église Saint-Georges d'Orconte                                         |
| Église Saint-Rémi d'Ormes                                                     | Ormes                                         |         | 49° 14′ 16″ nord, 3° 57′ 26″ est | « PA00078757 » | Classé MH                                                                  | 1920        | Église Saint-Rémi d'Ormes                                              |
| Église Saint-Nicolas d'Outines                                                | Outines                                       |         | 48° 33′ 15″ nord, 4° 39′ 01″ est | « PA00078758 » | Classé MH                                                                  | 1964        | Église Saint-Nicolas d'Outines                                         |
| Église Saint-Genest d'Oyes                                                    | Oyes                                          |         | 48° 48′ 38″ nord, 3° 47′ 06″ est |                |                                                                            |             | Image manquante Téléverser                                             |
| Église Saint-Martin de Pargny-lès-Reims                                       | Pargny-lès-Reims                              |         | 49° 13′ 12″ nord, 3° 55′ 20″ est |                |                                                                            |             | Église Saint-Martin de Pargny-lès-Reims                                |
| Église de l'Assomption-et-Sainte-Thérèse de Pargny-sur-Saulx                  | Pargny-sur-Saulx                              |         | 48° 46′ 11″ nord, 4° 50′ 10″ est | « PA00078759 » | Classé MH Chœur et transept                                                | 1915        | Église de l'Assomption-et-Sainte-Thérèse de Pargny-sur-Saulx           |
| Église de l'Exaltation-de-la-Sainte-Croix de Passavant-en-Argonne             | Passavant-en-Argonne                          |         | 49° 01′ 24″ nord, 5° 00′ 17″ est |                |                                                                            |             | Église de l'Exaltation-de-la-Sainte-Croix de Passavant-en-Argonne      |
| Église Saint-Pierre-Saint-Paul de Passy-Grigny                                | Passy-Grigny                                  |         | 49° 07′ 35″ nord, 3° 40′ 45″ est | « PA00078760 » | Classé MH                                                                  | 1922        | Église Saint-Pierre-Saint-Paul de Passy-Grigny                         |
| Église Saint-Ruffin-Saint-Valère de Pierre-Morains                            | Pierre-Morains                                |         | 48° 50′ 18″ nord, 4° 01′ 38″ est | « PA00078762 » | Classé MH                                                                  | 1915        | Église Saint-Ruffin-Saint-Valère de Pierre-Morains                     |
| Église Saint-Julien de Pierry                                                 | Pierry                                        |         | 49° 01′ 09″ nord, 3° 56′ 17″ est |                |                                                                            |             | Église Saint-Julien de Pierry                                          |
| Église Saint-Martin de Pleurs                                                 | Pleurs                                        |         | 48° 41′ 14″ nord, 3° 52′ 10″ est | « PA00078764 » | Inscrit MH Nef et bas-côtés                                                | 1933        | Église Saint-Martin de Pleurs                                          |
| Église Saint-Remi de Plichancourt                                             | Plichancourt                                  |         | 48° 44′ 44″ nord, 4° 40′ 30″ est |                |                                                                            |             | Église Saint-Remi de Plichancourt                                      |
| Église Saint-Quentin de Plivot                                                | Plivot                                        |         | 49° 01′ 04″ nord, 4° 04′ 14″ est | « PA00078765 » | Classé MH Chœur et transept                                                | 1911        | Église Saint-Quentin de Plivot                                         |
| Église Saint-Louvent de Pocancy                                               | Pocancy                                       |         | 48° 56′ 53″ nord, 4° 08′ 53″ est |                |                                                                            |             | Église Saint-Louvent de Pocancy                                        |
| Église de la Nativité-de-Notre-Dame de Pogny                                  | Pogny                                         |         | 48° 51′ 28″ nord, 4° 29′ 02″ est | « PA00078766 » | Classé MH                                                                  | 1915        | Église de la Nativité-de-Notre-Dame de Pogny                           |
| Église Saint-Remi de Poilly                                                   | Poilly                                        |         | 49° 12′ 59″ nord, 3° 49′ 10″ est | « PA00078767 » | Classé MH                                                                  | 1919        | Église Saint-Remi de Poilly                                            |
| Église Saint-Hippolyte de Poix                                                | Poix                                          |         | 48° 57′ 48″ nord, 4° 37′ 25″ est |                |                                                                            |             | Image manquante Téléverser                                             |
| Église Saint-Médard de Pomacle                                                | Pomacle                                       |         | 49° 20′ 06″ nord, 4° 08′ 49″ est |                |                                                                            |             | Église Saint-Médard de Pomacle                                         |
| Église Notre-Dame de Pontfaverger-Moronvilliers                               | Pontfaverger-Moronvilliers                    |         | 49° 17′ 53″ nord, 4° 19′ 03″ est |                |                                                                            |             | Église Notre-Dame de Pontfaverger-Moronvilliers                        |
| Église Saint-Symphorien de Ponthion                                           | Ponthion                                      |         | 48° 45′ 34″ nord, 4° 42′ 45″ est | « PA00078769 » | Classé MH                                                                  | 1924        | Église Saint-Symphorien de Ponthion                                    |
| Église Saint-Symphorien de Possesse                                           | Possesse                                      |         | 48° 53′ 20″ nord, 4° 48′ 17″ est |                |                                                                            |             | Église Saint-Symphorien de Possesse                                    |
| Église Saint-Martin de Potangis                                               | Potangis                                      |         | 48° 35′ 16″ nord, 3° 38′ 34″ est |                |                                                                            |             | Église Saint-Martin de Potangis                                        |
| Église Saint-Gorgon de Pouillon                                               | Pouillon                                      |         | 49° 11′ 06″ nord, 3° 34′ 12″ est |                |                                                                            |             | Église Saint-Gorgon de Pouillon                                        |
| Église Saint-Remi de Pourcy                                                   | Pourcy                                        |         | 49° 09′ 28″ nord, 3° 54′ 48″ est |                |                                                                            |             | Église Saint-Remi de Pourcy                                            |
| Église Saint-Remi de Pringy                                                   | Pringy                                        |         | 48° 46′ 47″ nord, 4° 30′ 59″ est |                |                                                                            |             | Église Saint-Remi de Pringy                                            |
| Église Saint-Remi de Prosnes                                                  | Prosnes                                       |         | 49° 11′ 25″ nord, 4° 17′ 28″ est |                |                                                                            |             | Église Saint-Remi de Prosnes                                           |
| Église Saint-Pierre de Prouilly                                               | Prouilly                                      |         | 49° 18′ 04″ nord, 3° 51′ 13″ est | « PA00078770 » | Classé MH                                                                  | 1921        | Église Saint-Pierre de Prouilly                                        |
| Église Saint-Basle de Prunay                                                  | Prunay                                        |         | 49° 11′ 50″ nord, 4° 10′ 57″ est |                |                                                                            |             | Église Saint-Basle de Prunay                                           |
| Église Saint-Pierre de Puisieulx                                              | Puisieulx                                     |         | 49° 11′ 35″ nord, 4° 06′ 50″ est |                |                                                                            |             | Église Saint-Pierre de Puisieulx                                       |
| Église Saint-Didier de Péas                                                   | Péas                                          |         | 48° 44′ 38″ nord, 3° 46′ 45″ est |                |                                                                            |             | Église Saint-Didier de Péas                                            |
| Église Notre-Dame à Pévy                                                      | Pévy                                          |         | 49° 11′ 03″ nord, 3° 30′ 14″ est | « PA00078761 » | Classé MH                                                                  | 1920        | Église Notre-Dame à Pévy                                               |
| Église Saint-Pierre-aux-Liens de Queudes                                      | Queudes                                       |         | 48° 39′ 25″ nord, 3° 45′ 39″ est |                |                                                                            |             | Église Saint-Pierre-aux-Liens de Queudes                               |
| Église Saint-Laurent de Rapsécourt                                            | Rapsécourt                                    |         | 49° 01′ 25″ nord, 4° 47′ 41″ est |                |                                                                            |             | Image manquante Téléverser                                             |
| Église Notre-Dame-de-l'Assomption de Recy                                     | Recy                                          |         | 48° 59′ 16″ nord, 4° 18′ 46″ est |                |                                                                            |             | Église Notre-Dame-de-l'Assomption de Recy                              |
| Église Saint-Martin de Reims-la-Brûlée                                        | Reims-la-Brûlée                               |         | 48° 43′ 09″ nord, 4° 40′ 11″ est |                |                                                                            |             | Église Saint-Martin de Reims-la-Brûlée                                 |
| Église Saint-Nicolas de Remicourt                                             | Remicourt                                     |         | 48° 57′ 01″ nord, 4° 52′ 32″ est |                |                                                                            |             | Église Saint-Nicolas de Remicourt                                      |
| Église Saint-Martin de Reuil                                                  | Reuil                                         |         | 49° 04′ 56″ nord, 3° 47′ 56″ est | « PA00078829 » | Classé MH                                                                  | 1919        | Église Saint-Martin de Reuil                                           |
| Église Saint-Firmin de Reuves                                                 | Reuves                                        |         | 48° 47′ 59″ nord, 3° 48′ 14″ est | « PA00078830 » | Classé MH                                                                  | 1916        | Église Saint-Firmin de Reuves                                          |
| Église Saint-Laurent de Rieux                                                 | Rieux                                         |         | 48° 51′ 01″ nord, 3° 30′ 00″ est | « PA00078832 » | Classé MH                                                                  | 1862        | Église Saint-Laurent de Rieux                                          |
| Église Saint-Nicolas de Rilly-la-Montagne                                     | Rilly-la-Montagne                             |         | 49° 09′ 48″ nord, 4° 02′ 45″ est |                |                                                                            |             | Église Saint-Nicolas de Rilly-la-Montagne                              |
| Église Saint-Thimothée-et-Saint-Apollinaire de Romain                         | Romain                                        |         | 49° 19′ 51″ nord, 3° 46′ 09″ est |                |                                                                            |             | Image manquante Téléverser                                             |
| Église Saint-Laurent de Romery                                                | Romery                                        |         | 49° 05′ 47″ nord, 3° 54′ 54″ est |                |                                                                            |             | Église Saint-Laurent de Romery                                         |
| Église Saint-Médard de Romigny                                                | Romigny                                       |         | 49° 10′ 23″ nord, 3° 46′ 13″ est | « PA00078833 » | Classé MH                                                                  | 1919        | Église Saint-Médard de Romigny                                         |
| Église Notre-Dame-de-Rosnay                                                   | Rosnay                                        |         | 49° 15′ 16″ nord, 3° 51′ 42″ est | « PA00078834 » | Classé MH                                                                  | 1920        | Église Notre-Dame-de-Rosnay                                            |
| Église de la Nativité-de-la-Sainte-Vierge de Rouffy                           | Rouffy                                        |         | 48° 56′ 03″ nord, 4° 06′ 04″ est |                |                                                                            |             | Église de la Nativité-de-la-Sainte-Vierge de Rouffy                    |
| Église Saint-Maurice de Rouvroy-Ripont                                        | Rouvroy-Ripont                                |         | 49° 13′ 30″ nord, 4° 43′ 50″ est | « IA00060014 » |                                                                            |             | Église Saint-Maurice de Rouvroy-Ripont                                 |
| Église Saint-Fiacre de Réveillon                                              | Réveillon                                     |         | 48° 45′ 08″ nord, 3° 27′ 13″ est |                |                                                                            |             | Image manquante Téléverser                                             |
| Église Saint-Rémi de Sacy                                                     | Sacy                                          |         | 49° 11′ 46″ nord, 3° 56′ 56″ est | « PA00078836 » | Classé MH                                                                  | 1919        | Église Saint-Rémi de Sacy                                              |
| Église Saint-Amand de Saint-Amand-sur-Fion                                    | Saint-Amand-sur-Fion                          |         | 48° 48′ 28″ nord, 4° 36′ 31″ est | « PA00078837 » | Classé MH                                                                  | 1875        | Église Saint-Amand de Saint-Amand-sur-Fion                             |
| Église Saint-Nicolas de Coulvagny                                             | Saint-Amand-sur-Fion                          |         | 48° 49′ 02″ nord, 4° 35′ 06″ est |                |                                                                            |             | Image manquante Téléverser                                             |
| Église Saint-Bon de Saint-Bon                                                 | Saint-Bon                                     |         | 48° 40′ 42″ nord, 3° 27′ 48″ est |                |                                                                            |             | Église Saint-Bon de Saint-Bon                                          |
| Église Saint-Brice de Saint-Brice-Courcelles                                  | Saint-Brice-Courcelles                        |         | 49° 15′ 34″ nord, 3° 59′ 14″ est |                |                                                                            |             | Église Saint-Brice de Saint-Brice-Courcelles                           |
| Église Saint-Chéron de Saint-Chéron                                           | Saint-Chéron                                  |         | 48° 38′ 10″ nord, 4° 33′ 33″ est |                |                                                                            |             | Église Saint-Chéron de Saint-Chéron                                    |
| Église Saint-Jean-Baptiste de Saint-Eulien                                    | Saint-Eulien                                  |         | 48° 41′ 01″ nord, 4° 52′ 51″ est |                |                                                                            |             | Image manquante Téléverser                                             |
| Église Saint-Sylvestre de Saint-Euphraise-et-Clairizet                        | Saint-Euphraise-et-Clairizet                  |         | 49° 12′ 47″ nord, 3° 53′ 05″ est |                |                                                                            |             | Église Saint-Sylvestre de Saint-Euphraise-et-Clairizet                 |
| Église Saint-Germain de Saint-Germain-la-Ville                                | Saint-Germain-la-Ville                        |         | 48° 53′ 03″ nord, 4° 26′ 45″ est |                |                                                                            |             | Église Saint-Germain de Saint-Germain-la-Ville                         |
| Église Saint-Gibrien de Saint-Gibrien                                         | Saint-Gibrien                                 |         | 48° 58′ 26″ nord, 4° 17′ 59″ est |                |                                                                            |             | Image manquante Téléverser                                             |
| Église Saint-Pierre de Saint-Gilles                                           | Saint-Gilles                                  |         | 49° 16′ 53″ nord, 3° 40′ 27″ est | « PA00078838 » | Classé MH                                                                  | 1920        | Église Saint-Pierre de Saint-Gilles                                    |
| Église Saint-Hilaire de Saint-Hilaire-au-Temple                               | Saint-Hilaire-au-Temple                       |         | 49° 03′ 23″ nord, 4° 23′ 05″ est |                |                                                                            |             | Église Saint-Hilaire de Saint-Hilaire-au-Temple                        |
| Église Saint-Hilaire de Saint-Hilaire-le-Grand                                | Saint-Hilaire-le-Grand                        |         | 49° 10′ 15″ nord, 4° 27′ 49″ est |                |                                                                            |             | Église Saint-Hilaire de Saint-Hilaire-le-Grand                         |
| Église Saint-Hilaire de Saint-Hilaire-le-Petit                                | Saint-Hilaire-le-Petit                        |         | 49° 16′ 24″ nord, 4° 23′ 33″ est |                |                                                                            |             | Église Saint-Hilaire de Saint-Hilaire-le-Petit                         |
| Église Notre-Dame de Saint-Imoges                                             | Saint-Imoges                                  |         | 49° 06′ 36″ nord, 3° 58′ 30″ est |                |                                                                            |             | Église Notre-Dame de Saint-Imoges                                      |
| Église de la Décollation-de-Saint-Jean-Baptiste de Saint-Jean-devant-Possesse | Saint-Jean-devant-Possesse                    |         | 48° 52′ 19″ nord, 4° 47′ 48″ est |                |                                                                            |             | Image manquante Téléverser                                             |
| Église de la Nativité-de-Saint-Jean de Saint-Jean-sur-Moivre                  | Saint-Jean-sur-Moivre                         |         | 48° 54′ 15″ nord, 4° 35′ 02″ est |                |                                                                            |             | Église de la Nativité-de-Saint-Jean de Saint-Jean-sur-Moivre           |
| Église de la Nativité-de-Saint-Jean de Saint-Jean-sur-Tourbe                  | Saint-Jean-sur-Tourbe                         |         | 49° 07′ 37″ nord, 4° 40′ 44″ est | « PA00078839 » | Classé MH                                                                  | 1946        | Église de la Nativité-de-Saint-Jean de Saint-Jean-sur-Tourbe           |
| Église Saint-Just de Saint-Just-Sauvage                                       | Saint-Just-Sauvage                            |         | 48° 33′ 17″ nord, 3° 47′ 01″ est |                |                                                                            |             | Image manquante Téléverser                                             |
| Église Saint-Loup-de-Sens de Saint-Loup                                       | Saint-Loup                                    |         | 48° 44′ 15″ nord, 3° 48′ 53″ est |                |                                                                            |             | Église Saint-Loup-de-Sens de Saint-Loup                                |
| Église Saint-Lumier de Saint-Lumier-en-Champagne                              | Saint-Lumier-en-Champagne                     |         | 48° 47′ 55″ nord, 4° 37′ 39″ est |                |                                                                            |             | Église Saint-Lumier de Saint-Lumier-en-Champagne                       |
| Église Saint-Médard de Saint-Mard-lès-Rouffy                                  | Saint-Mard-lès-Rouffy                         |         | 48° 56′ 33″ nord, 4° 07′ 02″ est |                |                                                                            |             | Église Saint-Médard de Saint-Mard-lès-Rouffy                           |
| Église Saint-Médard de Saint-Mard-sur-Auve                                    | Saint-Mard-sur-Auve                           |         | 49° 02′ 07″ nord, 4° 43′ 33″ est |                |                                                                            |             | Image manquante Téléverser                                             |
| Église Saint-Médard de Saint-Mard-sur-le-Mont                                 | Saint-Mard-sur-le-Mont                        |         | 48° 55′ 18″ nord, 4° 50′ 53″ est |                |                                                                            |             | Église Saint-Médard de Saint-Mard-sur-le-Mont                          |
| Église Saint-Martin de Saint-Martin-aux-Champs                                | Saint-Martin-aux-Champs                       |         | 48° 49′ 23″ nord, 4° 29′ 19″ est |                |                                                                            |             | Église Saint-Martin de Saint-Martin-aux-Champs                         |
| Église Saint-Martin de Saint-Martin-d'Ablois                                  | Saint-Martin-d'Ablois                         |         | 49° 00′ 46″ nord, 3° 52′ 01″ est |                |                                                                            |             | Église Saint-Martin de Saint-Martin-d'Ablois                           |
| Église Saint-Martin de Saint-Martin-l'Heureux                                 | Saint-Martin-l'Heureux                        |         | 49° 15′ 03″ nord, 4° 24′ 20″ est |                |                                                                            |             | Image manquante Téléverser                                             |
| Église Saint-Martin de Saint-Martin-sur-le-Pré                                | Saint-Martin-sur-le-Pré                       |         | 48° 58′ 31″ nord, 4° 20′ 12″ est |                |                                                                            |             | Église Saint-Martin de Saint-Martin-sur-le-Pré                         |
| Église de Saint-Masmes                                                        | Saint-Masmes                                  |         | 49° 18′ 47″ nord, 4° 15′ 51″ est | « PA00078840 » | Classé MH                                                                  | 1921        | Église de Saint-Masmes                                                 |
| Église Saint-Memmie de Saint-Memmie                                           | Saint-Memmie                                  |         | 48° 57′ 09″ nord, 4° 22′ 59″ est |                |                                                                            |             | Église Saint-Memmie de Saint-Memmie                                    |
| Église Saint-Ouen de Saint-Ouen-Domprot                                       | Saint-Ouen-Domprot                            |         | 48° 36′ 35″ nord, 4° 24′ 16″ est | « PA00078846 » | Classé MH                                                                  | 1932        | Église Saint-Ouen de Saint-Ouen-Domprot                                |
| Église Saint-Étienne de Saint-Ouen-Domprot                                    | Saint-Ouen-Domprot                            |         | 48° 36′ 03″ nord, 4° 24′ 30″ est | « PA00078845 » | Classé MH                                                                  | 1932        | Église Saint-Étienne de Saint-Ouen-Domprot                             |
| Église Saint-Pierre de Saint-Pierre (Marne)                                   | Saint-Pierre                                  |         | 48° 56′ 45″ nord, 4° 14′ 35″ est |                |                                                                            |             | Église Saint-Pierre de Saint-Pierre (Marne)                            |
| Église Saint-Quentin de Saint-Quentin-le-Verger                               | Saint-Quentin-le-Verger                       |         | 48° 37′ 05″ nord, 3° 44′ 37″ est |                |                                                                            |             | Église Saint-Quentin de Saint-Quentin-le-Verger                        |
| Église Saint-Quentin de Saint-Quentin-les-Marais                              | Saint-Quentin-les-Marais                      |         | 48° 46′ 54″ nord, 4° 38′ 34″ est |                |                                                                            |             | Église Saint-Quentin de Saint-Quentin-les-Marais                       |
| Église Saint-Quentin de Saint-Quentin-sur-Coole                               | Saint-Quentin-sur-Coole                       |         | 48° 51′ 14″ nord, 4° 19′ 36″ est |                |                                                                            |             | Église Saint-Quentin de Saint-Quentin-sur-Coole                        |
| Église Saint-Remi de Saint-Remy-en-Bouzemont                                  | Saint-Remy-en-Bouzemont-Saint-Genest-et-Isson |         | 48° 37′ 45″ nord, 4° 38′ 39″ est |                |                                                                            |             | Image manquante Téléverser                                             |
| Église Saint-Remi de Saint-Remy-sous-Broyes                                   | Saint-Remy-sous-Broyes                        |         | 48° 42′ 08″ nord, 3° 46′ 29″ est |                |                                                                            |             | Église Saint-Remi de Saint-Remy-sous-Broyes                            |
| Église Saint-Remi de Saint-Remy-sur-Bussy                                     | Saint-Remy-sur-Bussy                          |         | 49° 03′ 27″ nord, 4° 34′ 51″ est |                |                                                                            |             | Église Saint-Remi de Saint-Remy-sur-Bussy                              |
| Église Saints-Saturnin-et-Magloire de Saint-Saturnin                          | Saint-Saturnin                                |         | 48° 36′ 42″ nord, 3° 54′ 15″ est |                |                                                                            |             | Église Saints-Saturnin-et-Magloire de Saint-Saturnin                   |
| Église Sainte-Marie-Madeleine-et-Saint-Souplet de Saint-Souplet-sur-Py        | Saint-Souplet-sur-Py                          |         | 49° 14′ 10″ nord, 4° 27′ 57″ est | « PA00078847 » | Classé MH                                                                  | 1920        | Église Sainte-Marie-Madeleine-et-Saint-Souplet de Saint-Souplet-sur-Py |
| Église Saint-Hilaire de Saint-Thierry                                         | Saint-Thierry                                 |         | 49° 18′ 17″ nord, 3° 57′ 56″ est | « PA00078849 » | Classé MH                                                                  | 1921        | Église Saint-Hilaire de Saint-Thierry                                  |
| Église Saint-Thomas de Saint-Thomas-en-Argonne                                | Saint-Thomas-en-Argonne                       |         | 49° 11′ 06″ nord, 4° 51′ 56″ est | « IA00060021 » |                                                                            |             | Église Saint-Thomas de Saint-Thomas-en-Argonne                         |
| Église Saint-Augustin de Saint-Utin                                           | Saint-Utin                                    |         | 48° 33′ 01″ nord, 4° 30′ 16″ est |                |                                                                            |             | Église Saint-Augustin de Saint-Utin                                    |
| Église Saint-Vrain de Saint-Vrain (Marne)                                     | Saint-Vrain                                   |         | 48° 41′ 42″ nord, 4° 48′ 12″ est | « PA00078850 » | Inscrit MH                                                                 | 1934        | Église Saint-Vrain de Saint-Vrain (Marne)                              |
| Église de l'Invention-de-Saint-Étienne de Saint-Étienne-au-Temple             | Saint-Étienne-au-Temple                       |         | 49° 01′ 35″ nord, 4° 25′ 12″ est |                |                                                                            |             | Église de l'Invention-de-Saint-Étienne de Saint-Étienne-au-Temple      |
| Église Saint-Étienne de Saint-Étienne-sur-Suippe                              | Saint-Étienne-sur-Suippe                      |         | 49° 23′ 09″ nord, 4° 05′ 46″ est |                |                                                                            |             | Église Saint-Étienne de Saint-Étienne-sur-Suippe                       |
| Église Saint-Hilaire de Sainte-Gemme                                          | Sainte-Gemme                                  |         | 49° 08′ 29″ nord, 3° 40′ 14″ est |                |                                                                            |             | Image manquante Téléverser                                             |
| Église Saint-Jean-Baptiste de Nuisement-aux-Bois                              | Sainte-Marie-du-Lac-Nuisement                 |         | 48° 36′ 30″ nord, 4° 46′ 21″ est |                |                                                                            |             | Église Saint-Jean-Baptiste de Nuisement-aux-Bois                       |
| Église de l'Assomption de Sainte-Marie de Nuisement-aux-Bois                  | Sainte-Marie-du-Lac-Nuisement                 |         | 48° 36′ 21″ nord, 4° 46′ 30″ est |                |                                                                            |             | Image manquante Téléverser                                             |
| Église Notre-Dame de Sainte-Marie-à-Py                                        | Sainte-Marie-à-Py                             |         | 49° 14′ 19″ nord, 4° 30′ 08″ est |                |                                                                            |             | Église Notre-Dame de Sainte-Marie-à-Py                                 |
| Église Notre-Dame du Château de Sainte-Menehould                              | Sainte-Menehould                              |         | 49° 05′ 24″ nord, 4° 53′ 43″ est | « PA00078841 » | Classé MH                                                                  | 1930        | Église Notre-Dame du Château de Sainte-Menehould                       |
| Église Saint-Charles de Sainte-Menehould                                      | Sainte-Menehould                              |         | 49° 05′ 33″ nord, 4° 53′ 43″ est |                |                                                                            |             | Église Saint-Charles de Sainte-Menehould                               |
| Église Saint-Nicolas de la Grange-aux-Bois                                    | Sainte-Menehould                              |         | 49° 06′ 00″ nord, 4° 56′ 36″ est |                |                                                                            |             | Église Saint-Nicolas de la Grange-aux-Bois                             |
| Église Saint-Alpin de Sapignicourt                                            | Sapignicourt                                  |         | 48° 39′ 01″ nord, 4° 48′ 50″ est |                |                                                                            |             | Église Saint-Alpin de Sapignicourt                                     |
| Église Saint-Juste de Sarcy                                                   | Sarcy                                         |         | 49° 12′ 24″ nord, 3° 49′ 28″ est |                |                                                                            |             | Église Saint-Juste de Sarcy                                            |
| Église Saint-André de Saron-sur-Aube                                          | Saron-sur-Aube                                |         | 48° 34′ 06″ nord, 3° 44′ 00″ est |                |                                                                            |             | Église Saint-André de Saron-sur-Aube                                   |
| Église Saint-Julien de Sarry                                                  | Sarry                                         |         | 48° 55′ 03″ nord, 4° 24′ 21″ est | « PA00078851 » | Classé MH                                                                  | 1911        | Église Saint-Julien de Sarry                                           |
| Église Saint-Martin de Saudoy                                                 | Saudoy                                        |         | 48° 40′ 51″ nord, 3° 43′ 06″ est |                |                                                                            |             | Église Saint-Martin de Saudoy                                          |
| Église Saint-Martin de Savigny-sur-Ardres                                     | Savigny-sur-Ardres                            |         | 49° 14′ 38″ nord, 3° 46′ 54″ est | « PA00078852 » | Classé MH                                                                  | 1921        | Église Saint-Martin de Savigny-sur-Ardres                              |
| Église Saint-Remi de Scrupt                                                   | Scrupt                                        |         | 48° 43′ 02″ nord, 4° 46′ 53″ est | « PA00078853 » | Classé MH                                                                  | 1916        | Église Saint-Remi de Scrupt                                            |
| Église Saint-Martin de Selles                                                 | Selles                                        |         | 49° 18′ 21″ nord, 4° 17′ 18″ est |                |                                                                            |             | Image manquante Téléverser                                             |
| Église Saint-Basle de Sept-Saulx                                              | Sept-Saulx                                    |         | 49° 09′ 14″ nord, 4° 15′ 15″ est | « PA00078854 » | Classé MH                                                                  | 1920        | Église Saint-Basle de Sept-Saulx                                       |
| Église Notre-Dame-de-la-Nativité de Sermaize-les-Bains                        | Sermaize-les-Bains                            |         | 48° 47′ 11″ nord, 4° 54′ 40″ est | « PA00078855 » | Classé MH                                                                  | 1916        | Église Notre-Dame-de-la-Nativité de Sermaize-les-Bains                 |
| Église Saint-Simon-et-Saint-Jude de Sermiers                                  | Sermiers                                      |         | 49° 09′ 34″ nord, 3° 59′ 06″ est |                |                                                                            |             | Église Saint-Simon-et-Saint-Jude de Sermiers                           |
| Église Saint-Éloi de Servon-Melzicourt                                        | Servon-Melzicourt                             |         | 49° 12′ 53″ nord, 4° 50′ 24″ est |                |                                                                            |             | Image manquante Téléverser                                             |
| Église Notre-Dame de Serzy-et-Prin                                            | Serzy-et-Prin                                 |         | 49° 15′ 03″ nord, 3° 45′ 59″ est |                |                                                                            |             | Église Notre-Dame de Serzy-et-Prin                                     |
| Église de la Nativité-de-la-Sainte-Vierge d'Ante                              | Sivry-Ante                                    |         | 48° 59′ 59″ nord, 4° 53′ 50″ est |                |                                                                            |             | Église de la Nativité-de-la-Sainte-Vierge d'Ante                       |
| Église Saint-Jean-Baptiste de Sivry                                           | Sivry-Ante                                    |         | 49° 00′ 03″ nord, 4° 52′ 11″ est |                |                                                                            |             | Église Saint-Jean-Baptiste de Sivry                                    |
| Église Saint-Pierre de Sogny-aux-Moulins                                      | Sogny-aux-Moulins                             |         | 48° 54′ 09″ nord, 4° 23′ 49″ est |                |                                                                            |             | Image manquante Téléverser                                             |
| Église de la Conversion-de-Saint-Paul de Sogny-en-l'Angle                     | Sogny-en-l'Angle                              |         | 48° 48′ 42″ nord, 4° 48′ 10″ est |                |                                                                            |             | Église de la Conversion-de-Saint-Paul de Sogny-en-l'Angle              |
| Église Saint-Martin de Soizy-aux-Bois                                         | Soizy-aux-Bois                                |         | 48° 48′ 29″ nord, 3° 43′ 47″ est |                |                                                                            |             | Église Saint-Martin de Soizy-aux-Bois                                  |
| Église Saint-Étienne de Somme-Bionne                                          | Somme-Bionne                                  |         | 49° 05′ 43″ nord, 4° 43′ 30″ est |                |                                                                            |             | Église Saint-Étienne de Somme-Bionne                                   |
| Église Saint-Martin de Somme-Tourbe                                           | Somme-Tourbe                                  |         | 49° 06′ 04″ nord, 4° 40′ 01″ est |                |                                                                            |             | Église Saint-Martin de Somme-Tourbe                                    |
| Église Saint-Martin de Somme-Vesle                                            | Somme-Vesle                                   |         | 48° 59′ 05″ nord, 4° 35′ 32″ est |                |                                                                            |             | Église Saint-Martin de Somme-Vesle                                     |
| Église Saint-Memmies de Somme-Yèvre                                           | Somme-Yèvre                                   |         | 48° 57′ 03″ nord, 4° 45′ 37″ est |                |                                                                            |             | Image manquante Téléverser                                             |
| Église Saint-Martin de Sommepy-Tahure                                         | Sommepy-Tahure                                |         | 49° 15′ 08″ nord, 4° 33′ 29″ est | « PA00078861 » | Classé MH                                                                  | 1862        | Église Saint-Martin de Sommepy-Tahure                                  |
| Église de la Sainte-Croix de Tahure                                           | Sommepy-Tahure                                |         | à géolocaliser                   |                |                                                                            |             | Image manquante Téléverser                                             |
| Église Saint-Denis de Sommesous                                               | Sommesous                                     |         | 48° 44′ 31″ nord, 4° 11′ 52″ est | « PA00078862 » | Classé MH                                                                  | 1916        | Église Saint-Denis de Sommesous                                        |
| Église Saint-André de Sompuis                                                 | Sompuis                                       |         | 48° 40′ 57″ nord, 4° 22′ 44″ est | « PA00078863 » | Classé MH                                                                  | 1932        | Église Saint-André de Sompuis                                          |
| Église Saint-Martin de Somsois                                                | Somsois                                       |         | 48° 35′ 42″ nord, 4° 30′ 18″ est | « PA00078864 » | Classé MH                                                                  | 1927        | Église Saint-Martin de Somsois                                         |
| Église Saint-Maurice de Songy                                                 | Songy                                         |         | 48° 48′ 11″ nord, 4° 30′ 04″ est | « PA00078865 » | Classé MH                                                                  | 1931        | Église Saint-Maurice de Songy                                          |
| Église Saint-Brice de Souain-Perthes-lès-Hurlus                               | Souain-Perthes-lès-Hurlus                     |         | 49° 11′ 03″ nord, 4° 32′ 35″ est |                |                                                                            |             | Église Saint-Brice de Souain-Perthes-lès-Hurlus                        |
| Église Saint-Martin de Perthes-lès-Hurlus                                     | Souain-Perthes-lès-Hurlus                     |         | à géolocaliser                   |                |                                                                            |             | Image manquante Téléverser                                             |
| Église Saint-Pierre-Saint-Paul de Soudron                                     | Soudron                                       |         | 48° 50′ 20″ nord, 4° 12′ 02″ est | « PA00078866 » | Classé MH                                                                  | 1911        | Église Saint-Pierre-Saint-Paul de Soudron                              |
| Église Saint-Quentin de Sainte-Croix                                          | Soudé                                         |         | 48° 44′ 21″ nord, 4° 18′ 52″ est |                |                                                                            |             | Image manquante Téléverser                                             |
| Église Notre-Dame de Soudé                                                    | Soudé                                         |         | 48° 44′ 22″ nord, 4° 18′ 50″ est |                |                                                                            |             | Image manquante Téléverser                                             |
| Église Saint-Hilaire de Soulanges                                             | Soulanges                                     |         | 48° 47′ 28″ nord, 4° 32′ 04″ est |                |                                                                            |             | Image manquante Téléverser                                             |
| Église Saint-Martin de Soulières                                              | Soulières                                     |         | 48° 54′ 10″ nord, 3° 55′ 38″ est |                |                                                                            |             | Église Saint-Martin de Soulières                                       |
| Église Saint-Martin de Suippes                                                | Suippes                                       |         | 49° 07′ 51″ nord, 4° 31′ 54″ est | « PA00078867 » | Classé MH                                                                  | 1920        | Église Saint-Martin de Suippes                                         |
| Église Saint-Remi de Suizy-le-Franc                                           | Suizy-le-Franc                                |         | 48° 57′ 10″ nord, 3° 44′ 08″ est | « IA51000021 » |                                                                            |             | Église Saint-Remi de Suizy-le-Franc                                    |
| Église Notre-Dame de Taissy                                                   | Taissy                                        |         | 49° 12′ 56″ nord, 4° 05′ 41″ est |                |                                                                            |             | Église Notre-Dame de Taissy                                            |
| Église Saint-Prix de Talus-Saint-Prix                                         | Talus-Saint-Prix                              |         | 48° 49′ 23″ nord, 3° 45′ 11″ est | « PA00078870 » | Classé MH                                                                  | 1916        | Église Saint-Prix de Talus-Saint-Prix                                  |
| Église Saint-Médard de Thaas                                                  | Thaas                                         |         | 48° 39′ 02″ nord, 3° 52′ 37″ est |                |                                                                            |             | Église Saint-Médard de Thaas                                           |
| Église Saint-Symphorien de Thibie                                             | Thibie                                        |         | 48° 55′ 46″ nord, 4° 12′ 53″ est | « PA00078871 » | Classé MH                                                                  | 1911        | Église Saint-Symphorien de Thibie                                      |
| Église Saint-Rémi de Thil                                                     | Thil                                          |         | 49° 18′ 58″ nord, 3° 57′ 44″ est |                |                                                                            |             | Église Saint-Rémi de Thil                                              |
| Église Saint-Loup de Thillois                                                 | Thillois                                      |         | 49° 15′ 24″ nord, 3° 57′ 18″ est | « PA00078873 » | Classé MH                                                                  | 1921        | Église Saint-Loup de Thillois                                          |
| Église Notre-Dame de Faremont                                                 | Thiéblemont-Farémont                          |         | 48° 41′ 24″ nord, 4° 42′ 57″ est | « PA00078872 » | Classé MH                                                                  | 1915        | Église Notre-Dame de Faremont                                          |
| Église Saint-Laurent de Thiéblemont                                           | Thiéblemont-Farémont                          |         | 48° 41′ 23″ nord, 4° 43′ 57″ est |                |                                                                            |             | Image manquante Téléverser                                             |
| Église Sainte-Marie de Tilloy                                                 | Tilloy-et-Bellay                              |         | 49° 01′ 04″ nord, 4° 36′ 50″ est |                |                                                                            |             | Image manquante Téléverser                                             |
| Église Sainte-Bernadette de Tinqueux                                          | Tinqueux                                      |         | 49° 14′ 50″ nord, 3° 59′ 22″ est |                |                                                                            |             | Église Sainte-Bernadette de Tinqueux                                   |
| Église Saint-Pierre de Tinqueux                                               | Tinqueux                                      |         | 49° 15′ 08″ nord, 3° 59′ 29″ est |                |                                                                            |             | Église Saint-Pierre de Tinqueux                                        |
| Église Saint-Brice de Togny-aux-Bœufs                                         | Togny-aux-Bœufs                               |         | 48° 51′ 08″ nord, 4° 26′ 41″ est |                |                                                                            |             | Église Saint-Brice de Togny-aux-Bœufs                                  |
| Église Sainte-Madeleine de Tours-sur-Marne                                    | Tours-sur-Marne                               |         | 49° 02′ 48″ nord, 4° 07′ 27″ est |                |                                                                            |             | Église Sainte-Madeleine de Tours-sur-Marne                             |
| Église Saint-Jean-Baptiste de Tramery                                         | Tramery                                       |         | 49° 13′ 30″ nord, 3° 48′ 14″ est |                |                                                                            |             | Église Saint-Jean-Baptiste de Tramery                                  |
| Église Saint-Didier de Treslon                                                | Treslon                                       |         | 49° 14′ 26″ nord, 3° 49′ 25″ est |                |                                                                            |             | Église Saint-Didier de Treslon                                         |
| Église Saint-Théodulphe de Trigny                                             | Trigny                                        |         | 49° 18′ 04″ nord, 3° 53′ 41″ est |                |                                                                            |             | Église Saint-Théodulphe de Trigny                                      |
| Église du Saint-Cœur-de-Marie de Trois-Fontaines-l'Abbaye                     | Trois-Fontaines-l'Abbaye                      |         | 48° 43′ 04″ nord, 4° 57′ 06″ est |                |                                                                            |             | Église du Saint-Cœur-de-Marie de Trois-Fontaines-l'Abbaye              |
| Abbatiale Notre-Dame de Trois-Fontaines-l'Abbaye                              | Trois-Fontaines-l'Abbaye                      |         | 48° 43′ 07″ nord, 4° 56′ 56″ est |                |                                                                            |             | Abbatiale Notre-Dame de Trois-Fontaines-l'Abbaye                       |
| Église Saint-Étienne de Trois-Puits                                           | Trois-Puits                                   |         | 49° 12′ 20″ nord, 4° 02′ 23″ est |                |                                                                            |             | Église Saint-Étienne de Trois-Puits                                    |
| Église Saint-Martin de Troissy                                                | Troissy                                       |         | 49° 04′ 54″ nord, 3° 42′ 36″ est | « PA00078878 » | Classé MH                                                                  | 1911        | Église Saint-Martin de Troissy                                         |
| Église Saint-Martin de Trécon                                                 | Trécon                                        |         | 48° 52′ 10″ nord, 4° 04′ 56″ est |                |                                                                            |             | Église Saint-Martin de Trécon                                          |
| Église Saint-Médard de Tréfols                                                | Tréfols                                       |         | 48° 47′ 20″ nord, 3° 29′ 52″ est |                |                                                                            |             | Église Saint-Médard de Tréfols                                         |
| Église Saint-Martin de Trépail                                                | Trépail                                       |         | 49° 06′ 29″ nord, 4° 10′ 50″ est |                |                                                                            |             | Église Saint-Martin de Trépail                                         |
| Église Saint-Remi d'Unchair                                                   | Unchair                                       |         | 49° 17′ 23″ nord, 3° 44′ 43″ est | « PA00078879 » | Inscrit MH                                                                 | 1954        | Église Saint-Remi d'Unchair                                            |
| Église Saint-Étienne de Vadenay                                               | Vadenay                                       |         | 49° 04′ 17″ nord, 4° 23′ 57″ est |                |                                                                            |             | Église Saint-Étienne de Vadenay                                        |
| Église Saint-Hilaire de Tauxières                                             | Val de Livre                                  |         | 49° 05′ 29″ nord, 4° 06′ 18″ est |                |                                                                            |             | Église Saint-Hilaire de Tauxières                                      |
| Église Saint-Maur de Courmelois                                               | Val-de-Vesle                                  |         | 49° 09′ 36″ nord, 4° 13′ 23″ est | « PA00078881 » | Classé MH                                                                  | 1920        | Église Saint-Maur de Courmelois                                        |
| Église Saint-Éloi de Wez                                                      | Val-de-Vesle                                  |         | 49° 10′ 38″ nord, 4° 12′ 48″ est |                |                                                                            |             | Église Saint-Éloi de Wez                                               |
| Église Saint-Remi de Thuisy                                                   | Val-de-Vesle                                  |         | à géolocaliser                   |                |                                                                            |             | Église Saint-Remi de Thuisy                                            |
| Église Saint-Hilaire de Rosay                                                 | Val-de-Vière                                  |         | 48° 49′ 13″ nord, 4° 44′ 46″ est |                |                                                                            |             | Image manquante Téléverser                                             |
| Église de l'Assomption de Doucey                                              | Val-de-Vière                                  |         | 48° 48′ 43″ nord, 4° 43′ 56″ est |                |                                                                            |             | Image manquante Téléverser                                             |
| Église Saint-Alpin de Morains                                                 | Val-des-Marais                                |         | 48° 48′ 47″ nord, 3° 59′ 27″ est |                |                                                                            |             | Image manquante Téléverser                                             |
| Église Saint-Martin d'Aulnizeux                                               | Val-des-Marais                                |         | 48° 49′ 42″ nord, 3° 56′ 11″ est |                |                                                                            |             | Image manquante Téléverser                                             |
| Église Saint-Phal d'Aulnay-aux-Planches                                       | Val-des-Marais                                |         | 48° 49′ 08″ nord, 3° 57′ 49″ est |                |                                                                            |             | Église Saint-Phal d'Aulnay-aux-Planches                                |
| Église Saint-Sulpice de Coligny                                               | Val-des-Marais                                |         | 48° 50′ 45″ nord, 3° 58′ 04″ est |                |                                                                            |             | Image manquante Téléverser                                             |
| Église Saint-Martin de Valmy                                                  | Valmy                                         |         | 49° 05′ 02″ nord, 4° 46′ 23″ est |                |                                                                            |             | Église Saint-Martin de Valmy                                           |
| Église Sainte-Libaire de Vanault-le-Châtel                                    | Vanault-le-Châtel                             |         | 48° 51′ 53″ nord, 4° 43′ 33″ est |                |                                                                            |             | Image manquante Téléverser                                             |
| Église Saint-Remi de Vanault-les-Dames                                        | Vanault-les-Dames                             |         | 48° 50′ 42″ nord, 4° 46′ 27″ est |                |                                                                            |             | Église Saint-Remi de Vanault-les-Dames                                 |
| Église Saint-Thimothée-et-Saint-Apollinaire de Vandeuil                       | Vandeuil                                      |         | 49° 16′ 51″ nord, 3° 47′ 26″ est |                |                                                                            |             | Église Saint-Thimothée-et-Saint-Apollinaire de Vandeuil                |
| Église Saint-Martin de Vandières                                              | Vandières                                     |         | 49° 06′ 26″ nord, 3° 44′ 15″ est | « PA00106425 » | Classé MH                                                                  | 1921        | Église Saint-Martin de Vandières                                       |
| Église de Nativité-de-la-Sainte-Vierge de Vassimont-et-Chapelaine             | Vassimont-et-Chapelaine                       |         | 48° 45′ 49″ nord, 4° 08′ 42″ est |                |                                                                            |             | Image manquante Téléverser                                             |
| Église Saint-Laurent de Vatry                                                 | Vatry                                         |         | 48° 49′ 18″ nord, 4° 14′ 40″ est |                |                                                                            |             | Image manquante Téléverser                                             |
| Église Saint-Christophe de Vauchamps                                          | Vauchamps                                     |         | 48° 52′ 53″ nord, 3° 37′ 00″ est |                |                                                                            |             | Église Saint-Christophe de Vauchamps                                   |
| Église Saint-Léger de Vauciennes                                              | Vauciennes                                    |         | 49° 03′ 00″ nord, 3° 53′ 00″ est | « PA00078883 » | Classé MH                                                                  | 1930        | Église Saint-Léger de Vauciennes                                       |
| Église Saint-Louvent de Vauclerc                                              | Vauclerc                                      |         | 48° 42′ 34″ nord, 4° 39′ 29″ est | « PA00078885 » | Classé MH                                                                  | 1922        | Église Saint-Louvent de Vauclerc                                       |
| Église Saint-Hippolyte de Vaudemange                                          | Vaudemange                                    |         | 49° 05′ 29″ nord, 4° 13′ 30″ est |                |                                                                            |             | Église Saint-Hippolyte de Vaudemange                                   |
| Église Saint-Remi de Vaudesincourt                                            | Vaudesincourt                                 |         | 49° 13′ 16″ nord, 4° 24′ 29″ est |                |                                                                            |             | Image manquante Téléverser                                             |
| Église Saint-Sulpice de Vavray-le-Grand                                       | Vavray-le-Grand                               |         | 48° 48′ 00″ nord, 4° 42′ 31″ est |                |                                                                            |             | Image manquante Téléverser                                             |
| Église Saint-Patrice de Vavray-le-Petit                                       | Vavray-le-Petit                               |         | 48° 48′ 20″ nord, 4° 42′ 50″ est |                |                                                                            |             | Église Saint-Patrice de Vavray-le-Petit                                |
| Église Saint-Rémi de Ventelay                                                 | Ventelay                                      |         | 49° 20′ 27″ nord, 3° 47′ 57″ est |                |                                                                            |             | Image manquante Téléverser                                             |
| Église Sainte-Geneviève de Venteuil                                           | Venteuil                                      |         | 49° 04′ 57″ nord, 3° 50′ 29″ est |                |                                                                            |             | Église Sainte-Geneviève de Venteuil                                    |
| Église Saint-Maclou de Verdon                                                 | Verdon                                        |         | 48° 56′ 53″ nord, 3° 37′ 10″ est |                |                                                                            |             | Église Saint-Maclou de Verdon                                          |
| Église Saint-Martin de Vernancourt                                            | Vernancourt                                   |         | 48° 51′ 26″ nord, 4° 49′ 23″ est |                |                                                                            |             | Image manquante Téléverser                                             |
| Église Saint-Remi de Verneuil                                                 | Verneuil                                      |         | 49° 05′ 42″ nord, 3° 40′ 23″ est | « PA00078886 » | Classé MH                                                                  | 1919        | Église Saint-Remi de Verneuil                                          |
| Église Saint-Didier de Verrières                                              | Verrières                                     |         | 49° 03′ 54″ nord, 4° 54′ 22″ est | « PA00078887 » | Inscrit MH Portail occidental et la baie qui le surmonte                   | 1934        | Église Saint-Didier de Verrières                                       |
| Église Saint-Pierre de Vert-la-Gravelle                                       | Vert-Toulon                                   |         | 48° 50′ 46″ nord, 3° 54′ 48″ est | « PA00078888 » | Classé MH                                                                  | 1934        | Église Saint-Pierre de Vert-la-Gravelle                                |
| Église Saint-Vincent de Toulon-la-Montagne                                    | Vert-Toulon                                   |         | 48° 51′ 24″ nord, 3° 52′ 48″ est |                |                                                                            |             | Église Saint-Vincent de Toulon-la-Montagne                             |
| Église Saint-Martin de Vertus                                                 | Vertus                                        |         | 48° 54′ 24″ nord, 4° 00′ 03″ est | « PA00078889 » | Classé MH                                                                  | 1854        | Église Saint-Martin de Vertus                                          |
| Église Saint-Pierre de Verzenay                                               | Verzenay                                      |         | 49° 09′ 31″ nord, 4° 08′ 47″ est |                |                                                                            |             | Église Saint-Pierre de Verzenay                                        |
| Église Notre-Dame de Verzy                                                    | Verzy                                         |         | 49° 08′ 54″ nord, 4° 09′ 51″ est |                |                                                                            |             | Église Notre-Dame de Verzy                                             |
| Église Saint-Maurice de Vienne-la-Ville                                       | Vienne-la-Ville                               |         | 49° 10′ 01″ nord, 4° 51′ 35″ est | « IA00060040 » |                                                                            |             | Image manquante Téléverser                                             |
| Église Saint-Pierre-et-Saint-Paul de Vienne-le-Château                        | Vienne-le-Château                             |         | 49° 11′ 25″ nord, 4° 53′ 16″ est | « PA00078893 » | Classé MH                                                                  | 1922        | Église Saint-Pierre-et-Saint-Paul de Vienne-le-Château                 |
| Église Saint-Lié de Ville-Dommange                                            | Ville-Dommange                                |         | 49° 12′ 05″ nord, 3° 56′ 09″ est | « PA00078895 » | Classé MH                                                                  | 1919        | Église Saint-Lié de Ville-Dommange                                     |
| Église Saint-Remi de Ville-en-Selve                                           | Ville-en-Selve                                |         | 49° 07′ 34″ nord, 4° 04′ 53″ est |                |                                                                            |             | Église Saint-Remi de Ville-en-Selve                                    |
| Église Saint-Laurent de Ville-en-Tardenois                                    | Ville-en-Tardenois                            |         | 49° 10′ 56″ nord, 3° 48′ 05″ est | « PA00078896 » | Classé MH                                                                  | 1919        | Église Saint-Laurent de Ville-en-Tardenois                             |
| Église Saint-Denis de Ville-sur-Tourbe                                        | Ville-sur-Tourbe                              |         | 49° 11′ 13″ nord, 4° 47′ 08″ est |                |                                                                            |             | Image manquante Téléverser                                             |
| Église Saint-Memmie de Villeneuve                                             | Villeneuve-Renneville-Chevigny                |         | 48° 55′ 10″ nord, 4° 03′ 45″ est | « PA00078899 » | Inscrit MH                                                                 | 1987        | Église Saint-Memmie de Villeneuve                                      |
| Église de Chevigny                                                            | Villeneuve-Renneville-Chevigny                |         | 48° 54′ 45″ nord, 4° 03′ 13″ est |                |                                                                            |             | Image manquante Téléverser                                             |
| Église Sainte-Tanche de Villeneuve-Saint-Vistre-et-Villevotte                 | Villeneuve-Saint-Vistre-et-Villevotte         |         | 48° 38′ 00″ nord, 3° 45′ 35″ est |                |                                                                            |             | Église Sainte-Tanche de Villeneuve-Saint-Vistre-et-Villevotte          |
| Église de Belleau                                                             | Villeneuve-la-Lionne                          |         | 48° 46′ 54″ nord, 3° 26′ 53″ est | « PA00078897 » | Inscrit MH                                                                 | 1932        | Église de Belleau                                                      |
| Église Saint-Loup de Villeneuve-la-Lionne                                     | Villeneuve-la-Lionne                          |         | 48° 46′ 14″ nord, 3° 27′ 15″ est |                |                                                                            |             | Image manquante Téléverser                                             |
| Église Sainte-Agathe de Villers-Allerand                                      | Villers-Allerand                              |         | 49° 10′ 00″ nord, 4° 01′ 30″ est | « PA00078900 » | Classé MH                                                                  | 1924        | Église Sainte-Agathe de Villers-Allerand                               |
| Église Saint-Théodulphe de Villers-Franqueux                                  | Villers-Franqueux                             |         | 49° 19′ 44″ nord, 3° 56′ 47″ est |                |                                                                            |             | Église Saint-Théodulphe de Villers-Franqueux                           |
| Église Notre-Dame de Villers-Marmery                                          | Villers-Marmery                               |         | 49° 08′ 04″ nord, 4° 11′ 45″ est |                |                                                                            |             | Église Notre-Dame de Villers-Marmery                                   |
| Église Saint-Pierre de Villers-aux-Bois                                       | Villers-aux-Bois                              |         | 48° 56′ 00″ nord, 3° 56′ 14″ est |                |                                                                            |             | Église Saint-Pierre de Villers-aux-Bois                                |
| Église Saint-Théodulphe de Villers-aux-Noeuds                                 | Villers-aux-Nœuds                             |         | 49° 11′ 40″ nord, 3° 59′ 51″ est | « PA00078902 » | Classé MH                                                                  | 1920        | Église Saint-Théodulphe de Villers-aux-Noeuds                          |
| Église Notre-Dame de Villers-en-Argonne                                       | Villers-en-Argonne                            |         | 49° 06′ 45″ nord, 4° 33′ 42″ est | « PA00078903 » | Classé MH                                                                  | 1942        | Église Notre-Dame de Villers-en-Argonne                                |
| Église Saint-Maurice de Villers-le-Château                                    | Villers-le-Château                            |         | 48° 57′ 34″ nord, 4° 16′ 10″ est |                |                                                                            |             | Image manquante Téléverser                                             |
| Église de l'Assomption de Villers-le-Sec                                      | Villers-le-Sec                                |         | 48° 48′ 49″ nord, 4° 51′ 15″ est |                |                                                                            |             | Image manquante Téléverser                                             |
| Église Saint-Jacques de Villers-sous-Châtillon                                | Villers-sous-Châtillon                        |         | 49° 05′ 45″ nord, 3° 47′ 52″ est |                |                                                                            |             | Église Saint-Jacques de Villers-sous-Châtillon                         |
| Église de l'Assomption de Villeseneux                                         | Villeseneux                                   |         | 48° 50′ 27″ nord, 4° 08′ 45″ est |                |                                                                            |             | Église de l'Assomption de Villeseneux                                  |
| Église Saint-Alpin de Villevenard                                             | Villevenard                                   |         | 48° 49′ 39″ nord, 3° 47′ 57″ est | « PA00078905 » | Classé MH                                                                  | 1915        | Église Saint-Alpin de Villevenard                                      |
| Église de la Nativité-de-la-Sainte-Vierge de Villiers-aux-Corneilles          | Villiers-aux-Corneilles                       |         | 48° 34′ 41″ nord, 3° 40′ 46″ est |                |                                                                            |             | Image manquante Téléverser                                             |
| Église Saints-Gervais-et-Protais de Vinay                                     | Vinay                                         |         | 49° 00′ 36″ nord, 3° 53′ 57″ est |                |                                                                            |             | Église Saints-Gervais-et-Protais de Vinay                              |
| Église Saint-Timothée de Vincelles                                            | Vincelles                                     |         | 49° 05′ 30″ nord, 3° 38′ 34″ est |                |                                                                            |             | Église Saint-Timothée de Vincelles                                     |
| Église Saint-Médard de Vindey                                                 | Vindey                                        |         | 48° 41′ 55″ nord, 3° 42′ 38″ est |                |                                                                            |             | Église Saint-Médard de Vindey                                          |
| Église Saint-Martin de Virginy                                                | Virginy                                       |         | 49° 10′ 38″ nord, 4° 45′ 35″ est | « IA00060072 » |                                                                            |             | Église Saint-Martin de Virginy                                         |
| Église Saint-Memmie de Vitry-en-Perthois                                      | Vitry-en-Perthois                             |         | 48° 44′ 53″ nord, 4° 37′ 36″ est |                |                                                                            |             | Église Saint-Memmie de Vitry-en-Perthois                               |
| Église Saint-Pierre de Vitry-la-Ville                                         | Vitry-la-Ville                                |         | 48° 50′ 28″ nord, 4° 27′ 44″ est |                |                                                                            |             | Église Saint-Pierre de Vitry-la-Ville                                  |
| Collégiale Notre-Dame de Vitry-le-François                                    | Vitry-le-François                             |         | 48° 43′ 32″ nord, 4° 35′ 11″ est | « PA00078911 » | Classé MH                                                                  | 1920        | Collégiale Notre-Dame de Vitry-le-François                             |
| Église Charles-de-Foucauld de Rome-Saint-Charles                              | Vitry-le-François                             |         | 48° 42′ 53″ nord, 4° 35′ 30″ est |                |                                                                            |             | Église Charles-de-Foucauld de Rome-Saint-Charles                       |
| Église Saint-Vit de Voilemont                                                 | Voilemont                                     |         | 49° 02′ 55″ nord, 4° 47′ 52″ est |                |                                                                            |             | Église Saint-Vit de Voilemont                                          |
| Église Saint-Pierre de Voipreux                                               | Voipreux                                      |         | 48° 54′ 38″ nord, 4° 02′ 33″ est |                |                                                                            |             | Église Saint-Pierre de Voipreux                                        |
| Église Saint-Pierre-Saint-Paul de Vouarces                                    | Vouarces                                      |         | 48° 35′ 28″ nord, 3° 53′ 50″ est |                |                                                                            |             | Église Saint-Pierre-Saint-Paul de Vouarces                             |
| Église Saint-Pierre de Vouillers                                              | Vouillers                                     |         | 48° 40′ 47″ nord, 4° 49′ 55″ est |                |                                                                            |             | Image manquante Téléverser                                             |
| Église Saint-Martin de Vouzy                                                  | Vouzy                                         |         | 48° 55′ 32″ nord, 4° 06′ 38″ est |                |                                                                            |             | Église Saint-Martin de Vouzy                                           |
| Église Saint-Laurent de Vraux                                                 | Vraux                                         |         | 49° 00′ 52″ nord, 4° 08′ 30″ est | « PA00078915 » | Classé MH                                                                  | 1920        | Église Saint-Laurent de Vraux                                          |
| Église Notre-Dame-de-l'Assomption de Vrigny                                   | Vrigny                                        |         | 49° 14′ 00″ nord, 3° 54′ 43″ est |                |                                                                            |             | Église Notre-Dame-de-l'Assomption de Vrigny                            |
| Église Saint-Pierre-et-Saint-Paul de Vroil                                    | Vroil                                         |         | 48° 50′ 28″ nord, 4° 54′ 44″ est |                |                                                                            |             | Église Saint-Pierre-et-Saint-Paul de Vroil                             |
| Église Saint-Jean-Baptiste de Vélye                                           | Vélye                                         |         | 48° 53′ 23″ nord, 4° 07′ 46″ est |                |                                                                            |             | Église Saint-Jean-Baptiste de Vélye                                    |
| Église Saint-Nicolas de Vésigneul-sur-Marne                                   | Vésigneul-sur-Marne                           |         | 48° 52′ 19″ nord, 4° 27′ 24″ est |                |                                                                            |             | Église Saint-Nicolas de Vésigneul-sur-Marne                            |
| Église Saint-Étienne de Wargemoulin-Hurlus                                    | Wargemoulin-Hurlus                            |         | 49° 09′ 23″ nord, 4° 41′ 55″ est | « IA00060077 » |                                                                            |             | Église Saint-Étienne de Wargemoulin-Hurlus                             |
| Église Saint-Remi de Hurlus                                                   | Wargemoulin-Hurlus                            |         | à géolocaliser                   |                |                                                                            |             | Église Saint-Remi de Hurlus                                            |
| Église Saint-Martin de Warmeriville                                           | Warmeriville                                  |         | 49° 21′ 00″ nord, 4° 13′ 17″ est |                |                                                                            |             | Image manquante Téléverser                                             |
| Église Saint-Symphorien de Witry-lès-Reims                                    | Witry-lès-Reims                               |         | 49° 17′ 42″ nord, 4° 07′ 09″ est | « PA00078916 » | Classé MH Clocher                                                          | 1922        | Église Saint-Symphorien de Witry-lès-Reims                             |

## Culteprotestant
| Église                                          | Commune           | Adresse | Coordonnées                      | Notice         | Protection | Date | Illustration                                    |
| ----------------------------------------------- | ----------------- | ------- | -------------------------------- | -------------- | ---------- | ---- | ----------------------------------------------- |
| Temple de Heiltz-le-Maurupt                     | Heiltz-le-Maurupt |         | 48° 47′ 33″ nord, 4° 48′ 54″ est |                |            |      | Image manquante Téléverser                      |
| Temple protestant de Reims                      | Reims             |         | 49° 15′ 31″ nord, 4° 02′ 15″ est |                |            |      | Temple protestant de Reims                      |
| Temple protestant de Troissy                    | Troissy           |         | à géolocaliser                   |                |            |      | Image manquante Téléverser                      |
| Temple de l'église réformée de France d'Épernay | Épernay           |         | 49° 02′ 48″ nord, 3° 57′ 19″ est | « IA51000812 » |            |      | Temple de l'église réformée de France d'Épernay |

## Églises orthodoxes
| Église                                             | Commune                | Adresse | Coordonnées                      | Notice         | Protection | Date | Illustration                                       |
| -------------------------------------------------- | ---------------------- | ------- | -------------------------------- | -------------- | ---------- | ---- | -------------------------------------------------- |
| Chapelle orthodoxe russe de Saint-Hilaire-le-Grand | Saint-Hilaire-le-Grand |         | 49° 09′ 30″ nord, 4° 23′ 59″ est | « PA00078921 » | Inscrit MH | 1989 | Chapelle orthodoxe russe de Saint-Hilaire-le-Grand |